# Rammstein
Rammstein ist eine deutsche Band, die 1994 in Berlin gegründet wurde und musikalisch zur Neuen Deutschen Härte gezählt wird. Ihr Kennzeichen ist ein als „brachial“ beschriebener Musikstil, den die Bandmitglieder zu Beginn ihrer Karriere selbst als „Tanzmetall“ bezeichneten. Die Gruppe ist international für den intensiven Einsatz von pyrotechnischen Elementen während ihrer Live-Shows bekannt.
Im Zusammenhang mit stark polarisierenden Musikvideos, Liedtexten und Albumcovern zählt Rammstein in der heimischen öffentlichen Wahrnehmung zu den kontrovers besprochenen Bands. Die Gruppe verkaufte über 20 Millionen Tonträger. In der internationalen Wahrnehmung zählt sie laut der SZ zu den „größten Kulturexporten“ Deutschlands.

## Bandgeschichte

### Vorgeschichte und Anfangszeit bis 1995
Der Schweriner Richard Kruspe war zu DDR-Zeiten in der Band Das elegante Chaos als Gitarrist aktiv. Nach der Wende spielte er kurzzeitig bei Das Auge Gottes. Dank seiner Bekanntschaft zu Till Lindemann, der in der Fun-Punk-Band First Arsch – die Kurzfassung für Erste Autonome Randalierer Schwerins – Schlagzeug spielte, stieg er dort ein und galt nach ersten Bandjahren ohne festen Gitarristen als drittes Mitglied neben Lindemann und Steve E. Mielke.
1993 hob er in Berlin mit seinen Mitbewohnern Oliver Riedel, Bassist der Band The Inchtabokatables, und Christoph Schneider, Schlagzeuger bei Die Firma, ein weiteres Bandprojekt aus der Taufe. Dieses bekam zunächst den Namen Tempelprayers. Sie begannen zu dritt zu proben sowie erste Songs im Stil von US-Metal-Bands wie Pantera zu komponieren und holten Lindemann als Sänger und Textschreiber dazu. Dabei arbeiteten sie zunächst mit englischsprachigen Texten. Um besser proben zu können, zog Lindemann zeitweilig nach Berlin.
Sie bewarben sich mit einer ersten Demoaufnahme erfolgreich beim Metrobeat Musikpoll, einer Fach- und damals noch Publikumsveranstaltung, bei der jährlich die 14 originellsten und beliebtesten Berliner Bands ermittelt wurden und sich bei einem Festival präsentieren durften. Vom Berliner Senat erhielten sie eine Förderung in Form einer professionellen Aufnahmesession in einem Tonstudio. Dort nahmen sie am 19. Februar 1994 vier – nun schon deutschsprachige – Lieder (Das alte Leid, Seemann, Weißes Fleisch und Rammstein) auf. Diese Versionen unterschieden sich aber von den gleichnamigen Liedern, die auf Herzeleid, dem späteren Debütalbum der Band, zu hören sind. Die Anregung, auf Deutsch zu singen, kam Lindemann zufolge von den letzten beiden Bandmitgliedern Christian „Flake“ Lorenz und Paul Landers, die zum Zeitpunkt der Bewerbung bei Metrobeat noch nicht zur Band gehörten.
Schneider war bis 1993 auch Schlagzeuger bei Feeling B, dort hatte er mit dem Gitarristen Landers und dem Keyboarder Lorenz zusammengespielt. Landers bekundete von sich aus Interesse an einer Mitarbeit beim neuen Bandprojekt. Er stieg als Rhythmusgitarrist ein – gegen den anfänglichen Widerstand Schneiders, der ihn während der Zeit bei Feeling B als anstrengend empfunden hatte. Kruspe und Lindemann sprachen sich hingegen für Landers aus. Dieser wirkte bereits bei den Studioaufnahmen mit.
Die Band suchte noch ein sechstes Mitglied, einen Keyboarder – Wunschkandidat einiger war der alte Feeling-B-Kollege Lorenz. Doch dieser zeigte zunächst Abneigung gegen die neue Band, wie er Jahre später im Zuge eines Interviews mit dem Musiksender MTV bekannte:

„Ich kam als Letzter rein, ich wollte mit den Jungs eigentlich nichts zu tun haben. Paul hat mich mal mitgenommen (…). Dann bin ich runtergegangen in den Keller, und da waren fünf Typen, die haben stumpf eine Stunde lang ein Riff gespielt – wie die Doofen, in einer Höllenlautstärke, dass mir alles wehgetan hat.“

Er erklärte sich später aber zur Zusammenarbeit bereit. Dass gerade Flakes anfänglich sehr kritische Haltung für ihn als sechstes Mitglied sprach, wird durch die Äußerungen untermauert, die Paul Landers über seinen alten Bandkollegen in einem Interview mit dem Musiksender Viva machte:

„Den haben wir mühselig überreden müssen, der wollte bei Rammstein nicht mitspielen, weil es ihm zu doof war, zu stumpf, zu langweilig, zu streng. Wir wussten aber, dass wir a) einen Keyboarder brauchen und b) einen Menschen, der so ein bisschen dagegenhält. Wenn Rammstein Gulasch ist, dann musst du ein Löffelchen Zucker reinmachen, damit der Gulasch gut schmeckt.“

Der stilistische Einfluss von Feeling B auf Rammstein gilt, obwohl die Band konzeptionell anders ausgerichtet war, als erheblich. Daher wird die Band teilweise auch als „Keimzelle von Rammstein“ bezeichnet. Teile des unveröffentlichten – eigentlich von Landers, Schneider und Flake für Feeling B komponierten – Materials sind Schneider zufolge bei einigen Rammstein-Songs eingeflossen.
Zunächst spielte Rammstein auf Konzerten mit wenig Publikum und in Clubs. Der erste Auftritt fand am 14. April 1994 in der für ihr alternatives Programm bekannten Leipziger Kultureinrichtung naTo vor 15 Besuchern statt. Die Gruppe trat als Vorband der Combo Golden Acker Rhythm Kings auf, in der der drei Jahre ältere Bruder von Keyboarder Flake Lorenz sang. Ein weiteres Konzert fand am 28. Mai 1994 auf einem Open Air des studentischen bc-Club im thüringischen Ilmenau statt, wo Landers, Lorenz und Schneider schon mit ihrer vorherigen Band Feeling B gespielt hatten.
Am 1. April 1994 hatte die Zusammenarbeit der Musiker mit Manager Emanuel Fialik und dessen Unternehmen Pilgrim Management begonnen. Fialik stellte die Band Ende des Jahres 1994 der Plattenfirma Motor Music vor. Diese nahm die Band am 4. Januar 1995 unter Vertrag.
Die Zusammenarbeit mit Fialik hat die Band knapp 17 Jahre aufrechterhalten. Im Booklet des 2009er Albums Liebe ist für alle da wurde Pilgrim noch als Management genannt, im Best-of-Album Made in Germany von 2011 stattdessen die Rammstein GbR der sechs Bandmitglieder. Zu den Gründen der Trennung ist nichts Offizielles bekannt. Einem Artikel der Berliner Morgenpost vom Oktober 2013 zufolge hat Fialik seinen damaligen Beruf als Musikmanager an den Nagel gehängt.
Von Anfang an legten die Musiker innerhalb der Band Wert auf demokratische Entscheidungsprozesse, in der die Stimme eines jeden Mitglieds gleich schwer wiegt. Dies führt bis heute dazu, dass neue Projekte einen vergleichsweise langen zeitlichen Vorlauf benötigen, da es nach Aussagen der Band nur selten einstimmige Haltungen gibt.

### Erstes und zweites Album 1995–2001
Am 25. September 1995 debütierte Rammstein mit dem Album Herzeleid, das auf Platz 99 der deutschen Albencharts einstieg. Anschließend tourte Rammstein als Vorgruppe der Cottbuser Band Sandow und absolvierte im Oktober und November mit Project Pitchfork 17 Konzerte in Deutschland. Ende November 1995 trat Rammstein als Vorgruppe der schwedischen Crossover-Band Clawfinger bei zwei Konzerten in Warschau und Prag auf, Anfang Januar 1996 folgten drei weitere Gigs mit Clawfinger in Österreich und in der Schweiz. Dazwischen, im Dezember 1995, absolvierte die Band bereits die erste, 17 Konzerte umfassende Deutschlandtour als Headliner.
Ab Ende Januar 1996 waren sie bei acht Konzerten die Vorband der Ramones, die seinerzeit ihre Abschiedstour feierten. Im Verlauf des Jahres absolvierte Rammstein bei zwei weiteren Touren durch Deutschland und Österreich insgesamt 52 Konzerte, unter anderem auch beim Kölner Bizarre-Festival und beim Zillo Festival in Hildesheim. Im Zuge des Konzerts 100 Jahre Rammstein, das die Band am 27. September 1996 vor 6000 Zuschauern im Veranstaltungszentrum Arena Berlin in Alt-Treptow gab, kam es etwa 45 Minuten nach Konzertbeginn zu einem Unglück: Eine brennende Tafel mit dem Namensschriftzug der Band stürzte aus drei Metern Höhe auf einen Bühnenlaufsteg und fiel danach ins Publikum. Vier Konzertbesucher wurden leicht verletzt, ein weiterer musste in eine Klinik eingeliefert werden. Die Band brach das Konzert nicht ab und wurde hierfür vereinzelt kritisiert. Die Musiker besuchten die Verletzten nach eigenen Angaben nach dem Auftritt in drei Kliniken.
Das zweite Album Sehnsucht stieg 1997 in die Top Ten der deutschen, österreichischen und schweizerischen Albumcharts ein. In der Folge erreichte auch Herzeleid höhere Chartplatzierungen als im Erscheinungsjahr. Alle seitdem veröffentlichten Studioalben der Band erreichten in Österreich und Deutschland die Spitze der Charts.
Die entsprechende Tour im Jahr 1997 führte durch den deutschsprachigen Raum und ganz Europa. Unerwartete Aufmerksamkeit erntete die Band im Juni 1997, als sie als Co-Headliner neben INXS beim neu ins Leben gerufenen Hurricane Festival am Eichenring in Scheeßel auftraten: In einem Backstagezelt des Festivals – dieses wurde in jenem Jahr unter anderem von MTV Germany gesponsert – soll die Band einen damaligen MTV-Manager um eine Aussprache gebeten haben. Hintergrund des Gesprächs und aller Folgen – so die zumeist offiziell überlieferte Version – sei die Weigerung des Managers gewesen, die Musik und die Videos der Band bei MTV zu senden. Im Zuge dieser „Aussprache“ fesselte die Band ihn an einen Stuhl, befestigte eine typische Rammstein-Show-Rauchbombe an dessen Bein und zündete diese.
Der MTV-Manager erstattete – wie Gitarrist Paul Landers im Folgejahr in einem Interview bestätigte – Anzeige wegen Körperverletzung. Der zuvor beschriebenen Darstellung der Motive der Band widersprach Landers dort aber:

„Es ist Quatsch, daß der Vorfall ein Protest von Rammstein war, weil wir nicht gespielt wurden.(…) Ich erzähle dir mal, wie es wirklich war. Alle, die den Typen kennen, die haben uns zu der Aktion beglückwünscht. Die Ärzte haben uns gedankt. Das ist ein Typ, der ist verantwortlich für MTV Deutschland, ein (…) Widerling, der emporgekrochen ist an eine Stelle, wo er einfach nicht hingehört (…). Jetzt sitzt der da und schikaniert alle Bands in seiner Umgebung. (…) Das sind Typen, die nie bezahlen müssen für ihr Handeln. Und da wollten wir ihm eben mal das Gegenteil beweisen. (…)“

Der Vorfall geriet dennoch recht schnell in Vergessenheit, zumal Rammstein 1997 – nur wenige Monate nach dem Vorfall – zum ersten Mal in den USA auftrat. Dort gaben sie im September zwei Klubkonzerte im Rahmen des Festivals „CMJ College Radio Conference“ in New York City. Sie spielten dort nach eigenen Angaben vor sieben bzw. 70 Zuschauern. Im Dezember des Jahres waren sie in den USA acht Mal als Vorgruppe der Band KMFDM auf der Bühne.
Internationale Aufmerksamkeit erfuhr Rammstein im selben Jahr durch die Verwendung zweier Lieder (Rammstein und Heirate mich) des im Herbst 1996 (USA) bzw. im Frühjahr 1997 (Europa) gestarteten Films Lost Highway von David Lynch. Im Oktober 1997 erschien zudem der Soundtrack des Films Mortal Kombat 2 – Annihilation, auf dem Rammstein mit dem Song Engel vertreten ist.
Die erste US-Headliner-Tour, mit der US-Band Hanzel und Gretyl als Vorgruppe, führte die Musiker 1998 nach San Francisco, Los Angeles, Denver, Chicago und New York. Den Gig in Chicago musste die Band vor 1100 Zuschauern ohne Pyro-Showelemente, für welche die Band international bekannt ist, bestreiten, da das örtliche Fire Department ihnen den Einsatz von Feuer untersagte. Bis heute darf die Band ihrem US-Agenten Michael Arfin zufolge im Stadtgebiet Chicagos kein Feuer einsetzen, da dort im 19. Jahrhundert ein Großfeuer gewütet hatte. Am 12. September desselben Jahres trat die Gruppe erneut in Chicago auf; dieses Mal als Headliner beim WRCX Rockstock Festival. 28 Konzerte mit Orgy, Ice Cube, Korn und Limp Bizkit führten sie im Rahmen der Family Values Tour vom 22. September bis 31. Oktober 1998 abermals in die Vereinigten Staaten. Ihren Auftritt am Halloween-Tag, anlässlich dessen sich die anderen Bands verkleideten, absolvierten die Musiker in Ermangelung von Kostümen in Windeln bzw. teilweise nackt. Darauf wurden die Musiker von der örtlichen Polizei von der Bühne geholt und das Konzert nach wenigen Liedern abgebrochen. Auftritte hatten sie in diesem Jahr auch bei europäischen Open Airs, unter anderen bei Rock am Ring. Bei zwei Konzerten auf der Parkbühne in der Berliner Wuhlheide am 22. und 23. August 1998 wurden das Album und die Konzert-DVD Live aus Berlin aufgenommen, die 1999 erschienen. Außerdem präsentierte die Band das Lied Du hast bei den MTV Europe Music Awards 1998 in Mailand.
Für einen medialen Aufschrei sorgte die Gruppe im selben Jahr, als sie für den Depeche-Mode-Tribute-Sampler For the Masses, auf dem unter anderem auch The Cure, The Smashing Pumpkins und Deftones mitwirkten, das Lied Stripped coverte. Bei dem dazugehörigen Video verwendete Regisseur Philipp Stölzl Bilder aus dem Film Olympia der umstrittenen NS-Propagandafilmerin Leni Riefenstahl. Der britische Musiker und DJ Goldie beschimpfte die Musiker daraufhin. Einem britischen Magazin sagte er, die Band solle „sich verpissen“ und gemeinsam mit ihrem Plattenboss – damals Tim Renner – erschossen werden. Stölzl und die Band beteuerten von da an bis heute in zahlreichen Interviews, dass hinter dieser Visualisierung kein neonazistisches Gedankengut gesteckt, sondern es sich vielmehr um ein künstlerisches Statement gehandelt habe. MTV Deutschland beschäftigte sich intensiv mit den Texten, sprach mit der Band und war zufrieden, dass Rammstein unpolitisch sei; Peter Ruppert, der nach fünf Jahren in der MTV-Zentrale in London 1998 Leiter des Musikprogramms bei MTV Deutschland wurde, erklärte, dass die Band „in keiner Weise mit rechtsradikalen Aktivitäten in Verbindung“ stehe. Das Video für Stripped war das erste Video der Band Rammstein, das auf einer MTV Playlist Rotation eingesetzt wurde.
Im April 1999 war Rammstein bei vier Konzerten Vorgruppe der Band KISS in Süd- und Mittelamerika und gab in Mexiko ein zusätzliches Clubkonzert. Eine Tour durch Nordamerika mit Soulfly, Skunk Anansie und Mindless Self Indulgence folgte. Während dieser Tour wurden Till Lindemann und Christian Flake Lorenz im Zuge eines Konzerts am 5. Juni 1999 im Palladium in Worcester (Massachusetts) wegen Erregung öffentlichen Ärgernisses festgenommen und für circa fünf Stunden inhaftiert. Stein des Anstoßes war die Bühnenperformance zum Song Bück dich, bei der Lindemann unter Verwendung eines Dildos Analverkehr mit seinem Bandkollegen andeutet und mit Milch herumspritzt. Am Ende verhängte ein Gericht gegen beide eine sechsmonatige Bewährungs- und eine Geldstrafe.
Im Sommer 1999 hatte die Band in den USA einen Auftritt in der bis heute offiziell unveröffentlichten Sexkomödie The Debtors mit den Schauspielern Michael Caine, Randy Quaid und Udo Kier. Sie spielten in dem Film – Regie führten Randy und Evi Quaid – das Lied Bück dich inklusive der Dildoszene, die Lindemann und Lorenz in Worcester ins Gefängnis gebracht hatte. Ein Finanzier des Films, der Millionär Charles Simonyi, nahm Evi Quaid zufolge unter anderem Anstoß an dieser Performance. Es kam zu gerichtlichen Auseinandersetzungen, die letztlich den Kinostart verhinderten.

### Drittes bis sechstes Album 2000–2010
Im Jahr 2001 – vier Jahre nach ihrem letzten Studioalbum – wurde Mutter veröffentlicht.
Bereits im Januar und Februar des Jahres spielte die Gruppe im Rahmen des Big Day Out Festivals sechs Konzerte in Australien und Neuseeland. Sie trat zudem in Sydney und Melbourne in zwei Clubs auf und spielte in Auckland in der Powerstation, einem beliebten Veranstaltungsort Neuseelands. An den letzten Tagen vor dem Abflug nach Australien und Neuseeland drehte die Band Lorenz zufolge das Video zur Singleauskopplung von Sonne.
Im Mai und Juni 2001 gab die Band im Rahmen der Mutter-Tour 14 Konzerte in Deutschland, Österreich und der Schweiz. Weitere sieben Konzerte in Europa folgten im Juni, unter anderem trat sie am 12. Juni als Vorband von AC/DC in Prag auf. Ein für den 10. Juni geplantes Konzert im Londoner Astoria sagt die Band kurzfristig ab – der Veranstalter hatte ihnen die nach eigenen Angaben zunächst zugesagte Pyroshow verboten.
Zwischen dem 30. Juni und dem 7. August spielten die Musiker dann 30 Konzerte in den USA, Kanada und Mexiko.
Die Musiker zollten bei einigen Auftritten dem am 15. April 2001 verstorbenen Joey Ramone Tribut, dessen Band sie einige Jahre zuvor noch als Vorgruppe begleitet hatten. Rammstein tat dies unter anderem am 18. Juli 2001 im New Yorker Hammerstein Ballroom – anstelle von Till Lindemann übernahm Christian Flake Lorenz das Mikrofon. Gemeinsam mit den Ramones-Mitgliedern Marky und C.J. Ramone, dem Misfits-Sänger Jerry Only sowie den restlichen Rammstein-Musikern intonierte Lorenz den Song Pet Sematary. Lorenz schilderte später sein Bild von den Ramones, wie er es sich während der Supportzeit machen konnte:

„Backstage hingen die vier schwarzen Jacken und nichts weiter. Keine Kostüme, nicht diese ganze Scheiße, die wir hatten, mit dem ganzen Licht. Die haben ihr dreckiges Tuch hinter die Bühne gehängt, mit ihrem Western-Zeichen – ‚hey ho let’s go‘ und dann ging’s los. Und da hab ich gedacht: So will ich eigentlich Musik machen!“

Bei der siebenwöchigen „Pledge of Allegiance Tour“, die am 22. September desselben Jahres begann – zunächst war der Beginn für den 14. September geplant gewesen – trat Rammstein unter anderem mit Slipknot und System of a Down auf. Gitarrist Landers fiel für zwei Konzerte aus, da er wegen eines Krankheitsfalls in der Familie zwischenzeitlich nach Deutschland zurückkehrte.
Einen Abend spielte Rammstein zu fünft, am Abend darauf ersetzte Daron Malakian von System of a Down Landers. John Dolmayan, Schlagzeuger der Band System of a Down, kann sich an den Abend gut erinnern, wie er – 14 Jahre später – für die DVD-Produktion Rammstein in Amerika zu Protokoll gab:

„Ich persönlich hätte jeden Abend Angst, Feuer zu fangen. Mein Gitarrist (Malakian) hat eine Show mit Rammstein gespielt – und er hat sich nicht bewegt! Er stand genau da, wo sie ihn hingestellt haben. Ich kanns ihm nicht verdenken.“

Rammstein brach die Tour danach ab – offiziell wegen des Ausfalls von Landers. Doch dem Geschehen waren – wie die Band später in der Doku Rammstein in Amerika einräumte – mehrere Entwicklungen vorausgegangen: Die Band war erschöpft, da sie über Jahre quasi nonstop auf Tour gewesen war. Auch dadurch war es zu Unstimmigkeiten zwischen Landers und Kruspe gekommen. Die Atmosphäre in den USA, hervorgerufen durch die Terroranschläge am 11. September 2001, stimmte die Musiker schließlich nachdenklich und führte dazu, dass der Keyboarder Christian „Flake“ Lorenz mitten im Tourbetrieb ohne Ankündigung zurück nach Deutschland flog:

„Wir sind voll in diese Hysteriewelle hineingerutscht und das fand ich dann sehr erschreckend, wie die Stimmung aufgepeitscht wurde.“

Nach ihrer Rückkehr nach Europa gab die Band im November und Dezember 2001 noch einmal 21 Konzerte in Europa. Zudem war ihr Song Du hast im Jahr 2001 in einer Szene der Filmkomödie So High von Jesse Dylan zu hören.
In mehreren Interviews gab Drummer Christoph Schneider später an, dass die Gruppe im Jahr 2001 nach dem Erscheinen des Albums Mutter aufgrund massiver „persönlicher Differenzen“ phasenweise kurz vor einer Auflösung stand.
2002 hatte Rammstein im Film xXx – Triple X (erschien 2002) direkt am Filmanfang einen Auftritt mit dem Song Feuer frei!, der zugleich Titelsong des Films ist. Darüber hinaus unternahm die Gruppe im Sommer erneut eine Europatournee – sie spielte 17 Konzerte, unter anderem auf Festivals wie dem niederländischen Pinkpop und beim dänischen Roskilde-Festival. Zwei Konzerte in Leipzig und Dortmund wurden wegen des Amoklaufs von Erfurt von den Veranstaltern abgesagt.
2003 griffen die Dresdner Sinfoniker unter Leitung von Torsten Rasch Texte und Musik von Rammstein für den Liederzyklus Mein Herz brennt auf (siehe Wirkung auf andere Musiker). Rammstein selbst gönnte sich zu dieser Zeit eine Tourneepause. Von November bis Dezember zogen sich die Musiker nach Südspanien zurück, wo sie im El Cortijo Studio ihr viertes Album aufnahmen. Die CD bekam am Ende den Titel Reise, Reise.
Das Album erschien im September 2004. Im selben und im folgenden Jahr ging Rammstein mit Reise, Reise auf Welttournee. Bei dieser Tour wurde die DVD Völkerball aufgenommen, die aber erst Ende 2006 erschien. Auf der DVD veröffentlichten die Musiker kurze Konzertauszüge aus London, Tokio und Moskau, im Kern jedoch einen Mitschnitt des Auftritts am 23. Juli 2005 beim Festival de Nîmes, das in der gleichnamigen südfranzösischen Stadt in einem antiken Amphitheater stattfand. In der Rammstein-Dokumentation Anakonda im Netz, die der Konzert-DVD beigefügt wurde, betonten mehrere Bandmitglieder im Interview die besondere Akustik und Atmosphäre der Arena und bezeichneten den Auftritt als ein außergewöhnliches Highlight.

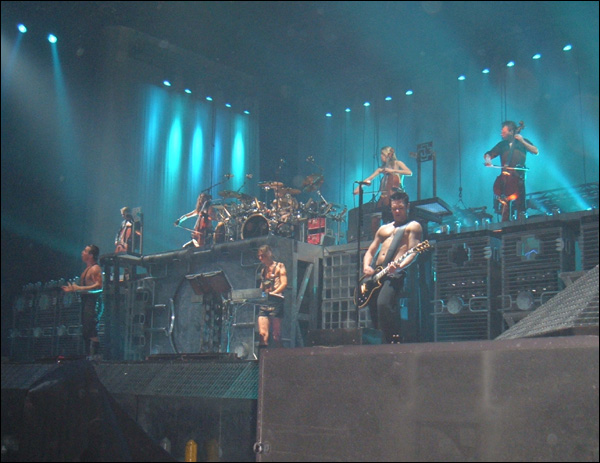
Konzert von Rammstein mit Apocalyptica in Mailand, 24. Februar 2005.

Im folgenden Jahr trat Rammstein mit dem Lied Keine Lust bei der Echoverleihung 2005 auf, bei der die Gruppe den Preis in den Kategorien „Bester Live-Act“ und „Alternative Künstler national/international“ gewann. Die Band erregte mit dem Auftritt einige Aufmerksamkeit, weil sie – analog zum Video von Keine Lust – sogenannte Fettanzüge trug. Im Dezember 2005 wurde die Gruppe in der Kategorie Best Metal Performance für den Song Mein Teil vom 2004er Album Reise, Reise bei den Grammy Awards nominiert, ging aber am Ende leer aus.
Am 28. Oktober 2005 kam das Album Rosenrot heraus, zu dem aber keine Konzerte gegeben wurden. Manche der auf dem Album enthaltenen Lieder waren bereits während der Arbeiten zum Vorgängeralbum Reise, Reise geschrieben worden.
2006 legte Rammstein eine Pause ein. Ab Mai 2007 arbeitete die Band an einem neuen Studioalbum. Am 3. November 2008 wurde bekannt gegeben, dass die Band die – im Februar 2008 gestartete – Vorproduktion zum sechsten Album in Berlin fertiggestellt habe. Die Schlagzeugtracks wurden von Christoph Schneider ab 28. Oktober, gemeinsam mit dem Produzententeam um Jacob Hellner, im Henson Studio in Los Angeles aufgenommen. Am 9. November begann dann die Band gemeinsam im für sechs Wochen angemieteten Sonoma Mountain Studio in der Nähe von San Francisco mit der Hauptproduktion des Albums. Die erste Singleauskopplung Pussy erschien am 18. September 2009 und stieg in Deutschland auf Platz 1 der Charts ein. Für Rammstein war es die erste Nummer-1-Single im eigenen Land. Am 16. Oktober wurde das Album Liebe ist für alle da – kurz LIFAD – veröffentlicht und erreichte in Deutschland nach einer Verkaufswoche Platinstatus. Ein Leak des titelgebenden Musikstücks tauchte bereits am 15. Juli 2009 im Internet auf und führte dazu, dass zwei große Fanseiten temporär vom Netz genommen wurden. Von Anfang November bis kurz vor Weihnachten absolvierten die Musiker im Rahmen der LIFAD-Tour 28 Konzerte in Europa.
Im Sommer 2010 setzte die Band ihre Touraktivitäten fort und war zu Gast auf mehr als 20 internationalen Festivals, unter anderem bei Rock am Ring, Rock im Park, dem Sonisphere Festival in Bukarest, Sofia, Madrid und Knebworth sowie beim City Summer Festival im kanadischen Québec (Stadt). Zu Letzterem kamen nach Bandangaben 100.000 Fans.
Ab dem 25. November 2010 trat Rammstein wieder auf dem amerikanischen Kontinent auf – sie spielten im Rahmen der Liebe ist für alle da Tour acht Konzerte in Chile, Argentinien, Kolumbien, Mexiko und Kanada. Das neunte und letzte Konzert der Amerika-Tour fand am 11. Dezember 2010 im Madison Square Garden in New York statt – es war das erste US-Konzert seit dem Jahr 2001. Alle Tickets hierfür – das Magazin Metal Hammer sprach von 12.000 Plätzen – waren in weniger als 30 Minuten ausverkauft.

### Tourneen und weitere musikalische Projekte 2011–2018
Am 2. Dezember 2011 erschienen ein Best-of-Album sowie eine DVD mit dem Titel Made in Germany 1995–2011. Beide enthielten einen neuen Song – Mein Land – sowie im Zusammenhang mit der DVD die von der Band produzierten offiziellen Videos zu den enthaltenen Songs und für jedes Video ein Making-of.
Ausnahme: Das Video zum Lied Pussy, das sich auf der CD Liebe ist für alle da befindet, ist auf der DVD lediglich in einer geblurrten – also mithilfe von Weichzeichnern zensierten – Version enthalten. Das Originalvideo – die Band ging für den Dreh unter der Regie von Jonas Åkerlund in ein Bordell in Berlin-Charlottenburg und mimte mithilfe professioneller männlicher und weiblicher Pornodarsteller Sex in unterschiedlichster Form – war lediglich auf Pornokanälen abrufbar. Es wurde daher indiziert (siehe Kapitel Kontroversen). Außerdem wurden für die CD und DVD alle alten Songs neu gemischt. Schon am 11. November erschien die Single zum vorgenannten Song Mein Land, die mit Vergiss uns nicht noch einen weiteren neuen Song enthielt. Für das Video zu Mein Land gewann die Band den Loudwire Music Award für das beste Musikvideo des Jahres 2011. Für die Regie zum Video zeichnete, wie bei Pussy, der Schwede Jonas Åkerlund verantwortlich. Ebenfalls bereits Anfang November 2011 begann die Band die Made in Germany Tour. Bis Jahresende spielten sie 26 Konzerte in zehn Ländern. 2012 folgten zahlreiche weitere Auftritte, von denen 21 in Nordamerika stattfanden. Die gesamte Tour umfasste nach Bandangaben 99 Gigs in Europa und Nordamerika. Am 22. März 2012 wurde die Band in zwei Kategorien mit dem deutschen Echo ausgezeichnet. Die Musiker spielten bei der Verleihungsshow – in Abwesenheit Till Lindemanns – gemeinsam mit ihrem Laudator Marilyn Manson den Manson-Song The Beautiful People.
Das Jahr 2013 war geprägt durch erneute Touraktivitäten. Die Band gab 31 Konzerte und war bei vielen Festivals dabei, darunter beim Hurricane Festival in Norddeutschland, beim Schweizer Greenfield Festival und beim Download-Festival in Donington. Beim Wacken Open Air, bei dem Rammstein ebenfalls zum Line-up zählte, trat Heino am 1. August als Überraschungsgast auf und spielte gemeinsam mit Rammstein den Song Sonne.
Für Lars von Triers Drama Nymphomaniac aus dem Jahr 2013 steuerte die Band ihren Song Führe mich bei, der allerdings schon auf dem Album Liebe ist für alle da als Bonus-Track erhalten war. In manchen Passagen des Songs singt Till Lindemann das Wort Nymphomania.
Im November 2014 bestätigte der Gitarrist Kruspe in einem Interview, dass die Band sich zurzeit in einer Kreativpause befinde. Gründe dafür seien Kruspes Bandprojekt Emigrate und Till Lindemanns Projekt Lindemann. In der Band habe man sich darauf geeinigt, auf die Bedürfnisse eines einzelnen Bandmitgliedes einzugehen, um den Zusammenhalt zu bewahren. Die Pause dauere bis voraussichtlich September 2015. In der Zwischenzeit veröffentlichte Keyboarder Flake am 16. März 2015 seine Biografie Der Tastenficker – An was ich mich so erinnern kann beim Schwarzkopf & Schwarzkopf Verlag.
Am 17. Juni 2015, einen Tag vor Erscheinen von Lindemanns Soloalbum Skills in Pills, erschien ein Artikel, in dem Peter Tägtgren, der Teil des musikalischen Projekts Lindemann ist, zitiert wird, dass Lindemann im September desselben Jahres zu Rammstein zurückkehren will, um an einem neuen Album zu arbeiten. Im Juni 2015 bestätigte auch Lindemann, dass man sich ab September 2015 in der Vorproduktion eines neuen Albums befinden will.
Am 25. September 2015 wurde weltweit eine DVD und Blu-Ray mit dem Titel Rammstein in Amerika veröffentlicht, die die Konzertaufnahmen des 2010er-Konzertes im Madison Square Garden in New York, eine Dokumentation über den Erfolg der Band in Amerika sowie ein Making-of-Video zu dem Album Liebe ist für alle da enthält. Einen Monat nach Veröffentlichung erlangte die DVD am 27. Oktober 2015 in Deutschland Platinstatus. Anlässlich des 21-jährigen Bestehens der Band veröffentlichte Rammstein zudem am 18. Dezember 2015 unter dem Titel Klavier eine Notenbuch-CD-Edition. Enthalten waren 13 für klassisches Klavier bzw. Gesang bearbeitete Lieder aus den sechs bis dahin erschienenen Studioalben. Für die Albumproduktion zeichneten Rammstein-Gitarrist Paul Landers sowie Sven Helbig verantwortlich, der Pianist Clemens Pötzsch spielte die neu arrangierten Instrumentalstücke ein.
Bereits am 8. Oktober 2015 hatte die Gruppe auf ihrer Website ein Bild mit dem Titel „Es geht weiter“ veröffentlicht, auf dem ein Teil der Bandmitglieder in einem Probenraum zu sehen sind. Am 21. Oktober wurde zudem bekannt, dass Rammstein im folgenden Jahr als Headliner einiger großer Musikfestivals, darunter Download (Großbritannien), Rock in Vienna (Österreich), Rock Werchter (Belgien) sowie Hurricane, Highfield und Southside (Deutschland), fungieren wird. Bei dem Wiener Festival kam es am 3. Juni 2016 während des Gigs zu einem Stromausfall, sodass die Musiker eine Akustikvariante des Songs Ohne dich spielten. Insgesamt absolvierte die Band 2016 zwischen Ende Mai und der zweiten Septemberwoche 26 Konzerte in Deutschland, Europa und Lateinamerika.
Im Gespräch mit dem Fachmagazin musicnstuff.de berichtete der Schlagzeuger Christoph Schneider im Juli 2016, die Band arbeite seit einem „halben oder Dreivierteljahr“ an neuen Songs und sei auch schon im Studio gewesen (siehe auch Kapitel Albumproduktion). Die Gruppe habe Lust gehabt, den üblichen Zyklus zu durchbrechen und auch ohne fertiges neues Album mitten im Songwritingprozess live zu spielen. Die Arbeit am Album solle nach Ende der Festivaltour 2016 fortgesetzt werden.

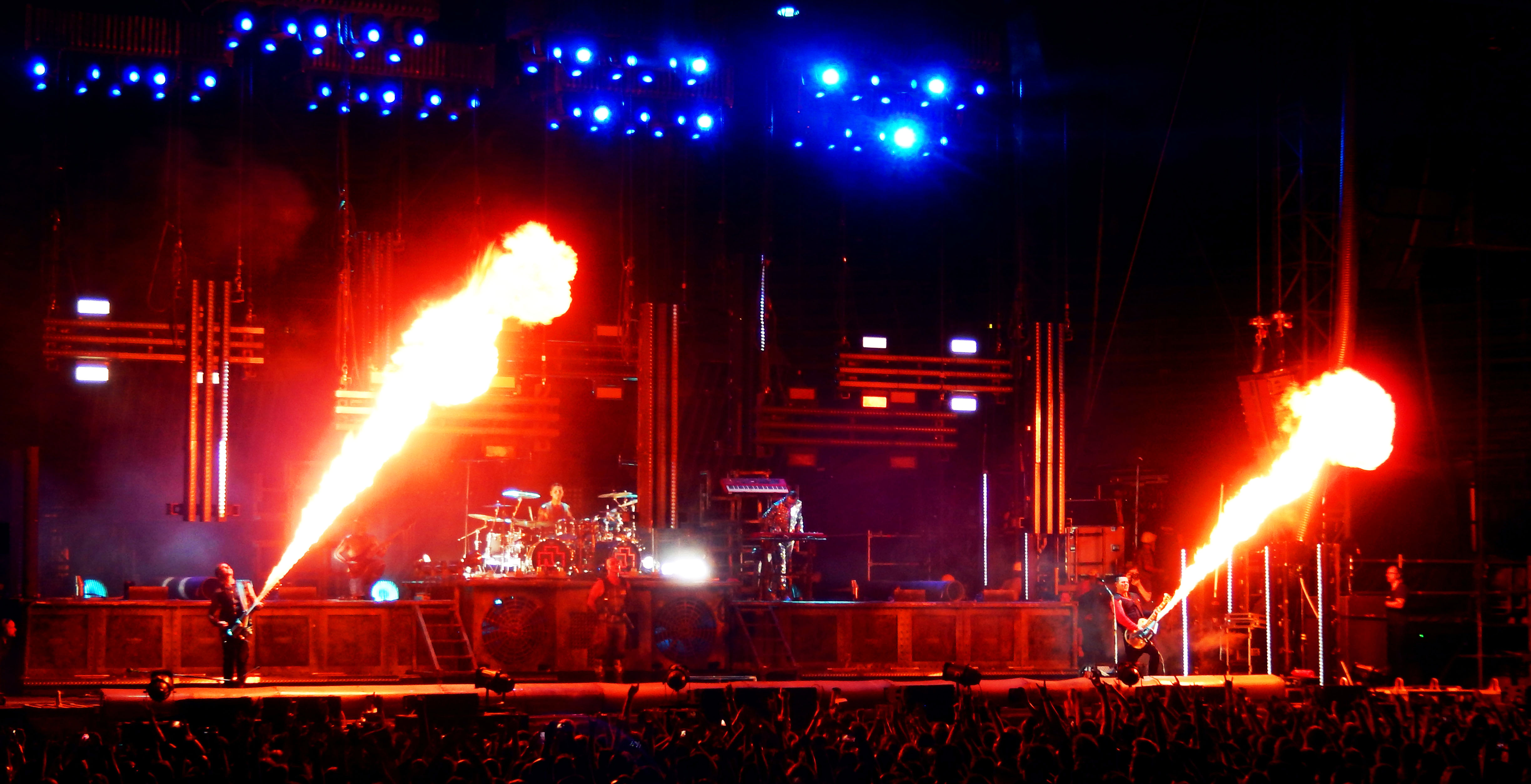
Rammstein bei einem Auftritt im Amphitheater von Nîmes (2017)

Am 22. November 2016 kündigten die Musiker auf ihrer Website für 2017 die Fortsetzung der Festivaltour an und veröffentlichten erste Termine für Europa und für je ein Konzert in Kanada und in den USA. Drei weitere US-Termine wurden am 24. März 2017 ergänzt. Insgesamt plante die Band zwischen dem 20. Mai und dem 13. Juli 18 Konzerte in elf Ländern, von denen sie 17 gab. Ein für den 2. Juni geplanter Auftritt bei Rock am Ring fand aufgrund einer am Ende unbestätigten Terrorwarnung nicht statt und konnte als einziger der betroffenen Gigs am Folgetag nicht nachgeholt werden. Dies begründete die Band mit dem hohen Auf- und Abbauaufwand, ein Nachholen hätte den für den 4. Juni geplanten Auftritt beim Schwesterfestival Rock im Park gefährdet. Zum Tourplan 2017 gehörte auch eine Neuauflage des 2005er Auftritts beim südfranzösischen Festival de Nîmes im römischen Amphitheater der Stadt, bei dem seinerzeit der Konzertmitschnitt der DVD-Produktion Völkerball entstanden war und den die Band als außergewöhnlichen Auftrittsort bezeichnet hatte. Das für den 11. Juli 2017 annoncierte Konzert war binnen Stunden ausverkauft; ein deshalb anberaumter Zusatztermin am 12. Juli ebenso, sodass die Band am 13. Juli zum Tourabschluss ein drittes Mal vor etwa 10.000 Besuchern in der erneut ausverkauften Arena spielte.
Bereits im Frühjahr 2017 hatte die Gruppe den Konzertfilm Rammstein: Paris veröffentlicht. Die Bilder für die Produktion wurden im März 2012 im Zuge zweier Rammstein-Auftritte und einer Generalprobe im damaligen Palais Omnisports de Paris-Bercy gedreht. Filmpremiere war am 16. März in der Volksbühne Berlin. Die 90-minütige Kinofassung umfasst 16 Songs aus einem gut zweistündigen Programm. Regie führte der Schwede Jonas Åkerlund, der bereits für die Rammstein-Videos Mann gegen Mann, Pussy, Ich tu dir weh und Mein Land verantwortlich zeichnete. Bei den Dreharbeiten wurden Åkerlund zufolge pro Konzert 30 Kameras eingesetzt, bei der Generalprobe weitere zehn – insgesamt gab es 70 verschiedene Kamerapositionen. Der Schnitt habe zwei Jahre gedauert. Die Veröffentlichung wurde Åkerlunds Aussage nach zugunsten der 2015 erschienenen Dokumentation Rammstein in Amerika zurückgestellt. Der Film wurde am 23., 24. und 29. März in rund 1200 Lichtspielhäusern in 46 Ländern gezeigt. In Deutschland lief er in 348 Kinos, 90.000 Besucher sahen ihn an den ersten beiden Tagen, was in jener Woche Platz 2 der Kinocharts bedeutete. Ursprünglich hatten mehrere Kinoplattformen den Konzertfilm schon für die dritte Novemberwoche 2016 angekündigt. Dieser Termin wurde aber ohne Angabe von Gründen kurzfristig abgesagt. Ein 22 Songs umfassender Director’s Cut auf DVD bzw. Blu-ray kam am 19. Mai auf den Markt, am 26. Mai erreichte die zeitgleich veröffentlichte gleichnamige Live-CD Platz eins in den deutschen Albumcharts. Am 26. Oktober 2017 wurde der Film Rammstein: Paris in der Kategorie Best live concert mit dem UK Music Video Award 2017 prämiert. Dieser würdigt besonders kreative, innovative oder technisch hochwertige Musikfilm- und Musikvideoproduktionen.
Bereits am 8. September 2017 wurde die Band im Berliner Tempodrom mit dem 2016 ins Leben gerufenen nationalen Preis für Popkultur ausgezeichnet. Sie erhielt ihn in der Kategorie „Beeindruckendste Live-Show“.
Bis Anfang 2018 verkaufte Rammstein international 20 Millionen Tonträger. Die Tourneen der Band sind die weltweit erfolgreichsten Bühnenereignisse einer deutsch singenden Musikgruppe.
Am 15. März 2018 wurde die Band in Berlin mit dem Deutschen Musikautorenpreis der GEMA in der Kategorie Komposition Rock/Metal ausgezeichnet. Stellvertretend für die Band wurde er von Thomas Jensen, Mitbegründer des Wacken-Open-Air-Festivals, entgegengenommen.
Am 2. November 2018 kündigte die Band für 2019 die erste Stadiontour der Bandgeschichte an. Geplant waren 27 Konzerte in 16 Ländern, darunter auch Auftritte in sieben deutschen Städten. Der offizielle Vorverkauf startete am 8. November. Die Deutschlandtermine und mehrere Auslandskonzerte waren binnen vier Stunden ausverkauft, sodass am selben Tag drei Zusatztermine in Paris, Wien und München verkündet wurden. Letzterer war noch am selben Tag ebenfalls ausverkauft.
Am Vorabend ihres 25-jährigen Bandbestehens – offizielles Gründungsdatum Rammsteins ist der 1. Januar 1994 – gaben die Musiker ein Silvesterkonzert am Strand des Pazifik-Seebads Puerto Vallarta. Das Set war eine geringfügig modifizierte Version ihrer 2016/2017er Festivaltour. Ein zweiter Auftritt schloss sich am 2. Januar 2019 an. Insgesamt verfolgten etwa 10.000 Zuschauer die Gigs.

### Siebtes und achtes Album sowie Tourbetrieb ab 2019
Nach mehr als dreijähriger Arbeit an einem siebten Studioalbum veröffentlichte die Gruppe am 28. März 2019 ein Video zur ersten Singleauskopplung Deutschland. Ein bereits zwei Tage zuvor veröffentlichter erster Trailer wurde kontrovers diskutiert, da im Video die Bandmitglieder Lindemann, Lorenz, Landers und Riedel mit Galgenstrick um den Hals und in Häftlingskleidung zu sehen waren, die an KZ-Häftlingskleidung aus der NS-Zeit erinnerte. Das Video in seiner Gesamtheit zeigt von der Band neu dargestellte Szenen aus etwa 2000 Jahren deutscher Geschichte.
Die Single erreichte auf Anhieb die Spitzenposition der deutschen Musikcharts und stellte damit nach dem 2009er Song Pussy den zweiten Nummer-eins-Hit der Band im eigenen Land dar. Das mehr als neunminütige Video, das die Band auf dem Internetportal YouTube veröffentlichte, erzielte binnen einer Woche nach Veröffentlichung mehr als 25 Millionen Klicks.
Die zweite Singleauskopplung Radio und das dazugehörige Video erschienen am 26. April 2019. Für die Dreharbeiten zum Video war der Regisseur Joern Heitmann verantwortlich, mit dem die Band in der Vergangenheit bereits bei zahlreichen Videodrehs, darunter Sonne und Haifisch, zusammengearbeitet hatte. Ein Drehort war das Berliner Messegelände.
Das unbetitelte siebte Studioalbum erschien am 17. Mai 2019 und stieg mit 260.000 in Deutschland verkauften Exemplaren in der ersten Woche nach Veröffentlichung auf Platz 1 der deutschen Albumcharts ein. Dies bedeutete laut dem Marktforschungsunternehmen GfK Entertainment den erfolgreichsten Start einer Band in diesem Jahrtausend. Für die Produktion zeichneten der Berliner Olsen Involtini und der Brite Tom Dalgety verantwortlich; Letzterer war zuvor unter anderem als Produzent für die schwedische Metalband Ghost tätig gewesen. Der Düsseldorfer Produzent Sky van Hoff hatte zudem die Gitarren-Tonspuren des Musikers Richard Kruspe neu aufgenommen, nachdem dem Gitarristen seine Erstaufnahmen aus dem südfranzösischen Studio La Fabrique nicht zugesagt hatten. Auch für das finale Mischen des Albums ist Involtini verantwortlich – erste Mixings des US-Amerikaners Rich Costey aus dem Dezember 2018 wurden verworfen.
Das Album-Artwork zeigt ein Streichholz auf weißem Grund. Alle elf Titel des Albums konnten sich in den Top 60 der deutschen Singlecharts platzieren, drei Titel in den Top fünf. In der vierten Woche nach Verkaufsstart kletterte das Album erneut auf Platz eins, nachdem es diese Position in der Vorwoche verloren hatte. Damit ist es das zehnte Album in Folge (Kompilationen mitgerechnet), das die Spitze der Charts erklimmen konnte. Am 28. Mai 2019 folgte die Veröffentlichung des Musikvideos zur Single Ausländer und damit das dritte Video des Albums. Die Regie übernahm wie bereits zuvor bei dem Video zum Lied Radio Joern Heitmann. Die Dreharbeiten fanden im Februar 2019 in Südafrika statt.

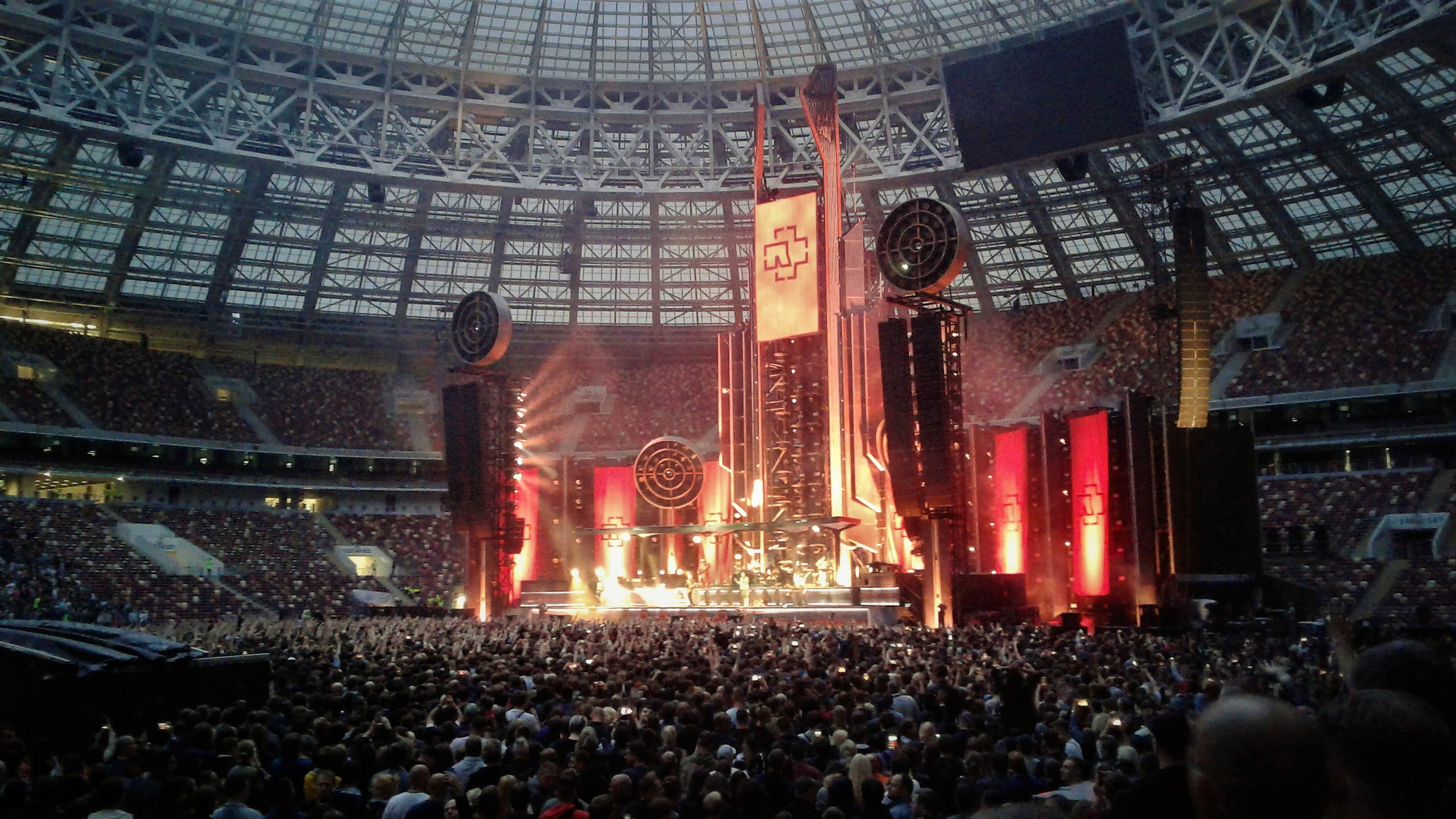
Rammstein bei einem Auftritt im Olympiastadion Luschniki (2019)

Die das Album begleitende erste Stadion-Tour der Bandgeschichte begann am 27. Mai 2019 in der ausverkauften Gelsenkirchener Veltins-Arena und endete am 23. August 2019 im Wiener Ernst-Happel-Stadion. Bis Ende August absolvierten die Musiker 31 Konzerte in 16 europäischen Ländern. Eine Fortsetzung der Europatournee im Jahr 2020 wurde am 26. Juni 2019 verkündet. Binnen weniger Stunden nach dem offiziellen Vorverkaufsstart am 3. Juli 2019 war die Europatour 2020 in großen Teilen ausverkauft.
Am 21. Januar 2020 kündigte die Gruppe für den Herbst desselben Jahres zehn Stadienkonzerte in Städten in den USA, Kanada und Mexiko an. Im Zuge der 2020er-Stadiontournee waren zwischen dem 25. Mai und dem 27. August 2020 insgesamt 38 Auftritte in Europa und Nordamerika geplant. Diese Fortsetzung der Stadiontour wurde aufgrund der COVID-19-Pandemie zunächst auf 2021, später auf 2022 verschoben. Gleichzeitig kündigte die Band an, sie würde diese Zwangspause nutzen, um weiter an neuen Songs für ein mögliches neues Album zu arbeiten.
Laut dem Ende August 2020 erschienenen Fotobuch Europe Stadium Tour 2019 maß die Bühne für die durch die COVID-19-Pandemie im Jahr 2020 unterbrochene Tournee eine Breite von 60 und eine Tiefe von 30 Metern. Die Höhe der Aufbauten erreichte 36 Meter. Durchschnittlich benötigte die Crew für den Aufbau des Bühnenbilds pro Konzertort vier Tage. 90 Trucks transportierten ca. 1.350 Tonnen Equipment von Konzertort zu Konzertort. Nach Auskunft der Band sahen mehr als 1,2 Millionen Besucher die 2019er-Konzerte.
Am 10. März 2022 erschien die Single Zeit, das gleichnamige Album folgte am 29. April 2022. Das gleichzeitig mit der Single Zeit veröffentlichte Video entstand unter der Regie des Schauspielers, Musikers und Buchautors Robert Gwisdek, auch bekannt als Teil der Alternative-Hip-Hop-Band Käptn Peng & Die Tentakel von Delphi. Kameramann war Fabian Gamper. Die Single erreichte in der Woche ab dem 18. März 2022 Platz eins der deutschen Singlecharts. Es war die dritte Nummer-eins-Single in Deutschland seit Gründung der Band. Mit der Veröffentlichung der zweiten Auskopplung Zick Zack erreichte die Band am 14. April 2022 die vierte Platz-eins-Platzierung in der Bundesrepublik. Das dritte Musikvideo veröffentlichte die Band zum Lied Angst zeitgleich mit ihrem achten Studioalbum, am 25. Mai 2022 erschien das vierte Video zum Song Dicke Titten, das erneut unter der Regie von Joern Heitmann entstand. Das Album erreichte unter anderem die Spitze der deutschen Albumcharts. Den Erfolg kommentierte die für die Hitparade verantwortliche GfK Entertainment wie folgt:

„Wenn Rammstein ein neues Album veröffentlichen, sind die entsprechenden Rekorde meist vorprogrammiert. So auch bei ihrem aktuellen Streich Zeit, der hierzulande binnen einer Woche über 160.000 Mal verkauft wurde. Dies ist der stärkste Start seit ABBAs Voyage und der beste Start eines nationalen Acts bzw. eines Rock-Acts seit ihrem eigenen Vorgänger Rammstein vor drei Jahren. Klarer Fall, dass Till Lindemann & Co. damit auch die Spitze der Offiziellen Deutschen Charts, ermittelt von GfK Entertainment, erobern.“

Am 24. November 2022 veröffentlichte die Gruppe mit Adieu ein fünftes Video zu einem Song aus dem Album Zeit. Regie führte Specter Berlin, der sich bereits 2019 für das Video zum Lied Deutschland verantwortlich zeichnete. Gedreht wurde das Video vom 2. bis 4. Mai 2022 in Paris. Das Album wurde in Deutschland 2022 insgesamt 340.000 Mal verkauft und landete somit auf Platz 1 der Jahrescharts.

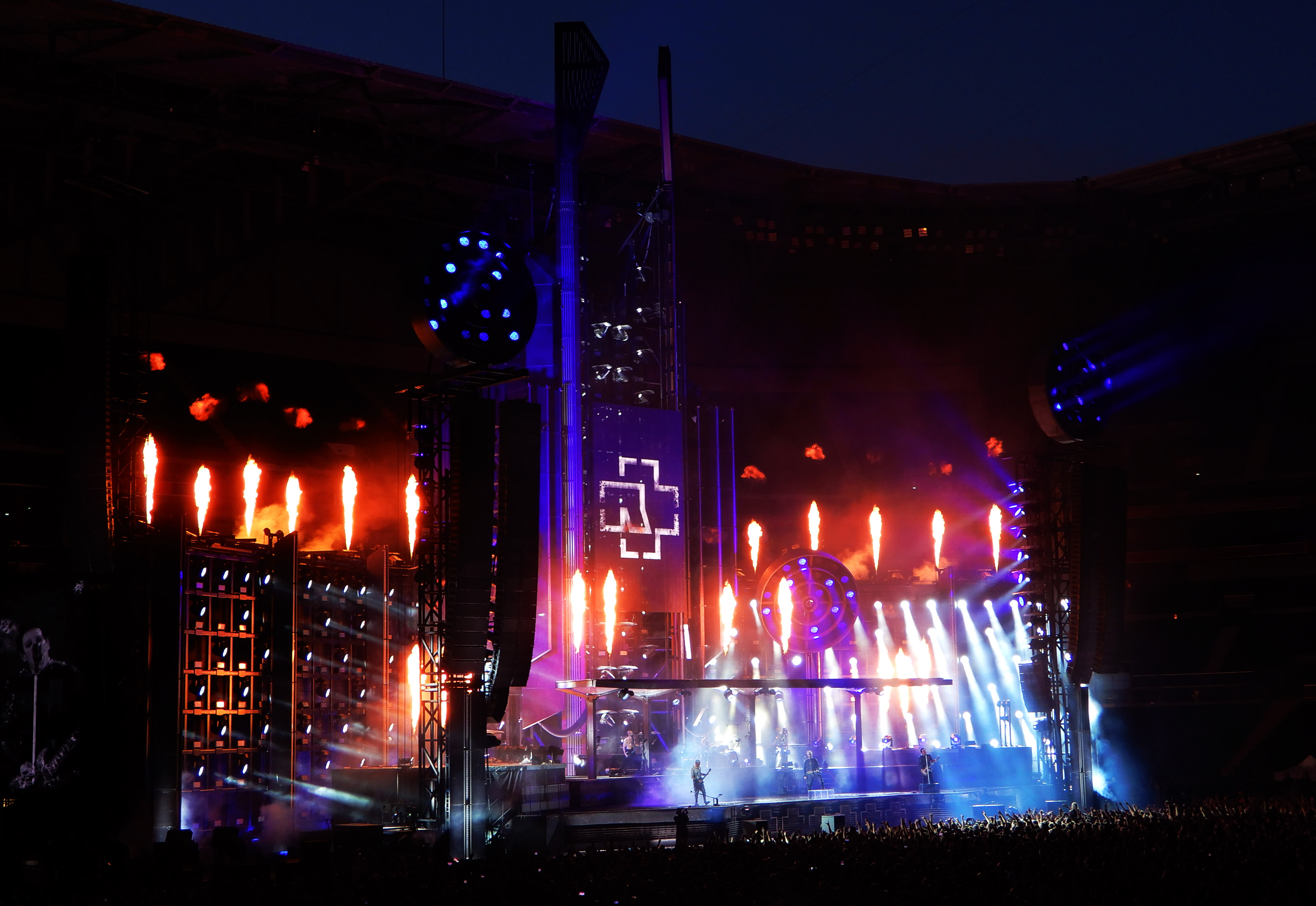
Rammstein bei einem Auftritt im Groupama Stadium (2022)

Nach zwei pandemiebedingten Jahren der Zwangspause setzten die Musiker im Jahr 2022 ihre unterbrochene 2019/2020er-Europa-Stadiontour fort. Der erste Auftritt war am 15. Mai 2022 in Prag. Nach zwei vor eingeladenem Fan-Publikum abgehaltenen Generalproben am Flugplatz Letiště Letňany im Nordosten der tschechischen Hauptstadt Prag fanden zwischen dem 15. Mai und dem 4. August 2022 insgesamt 32 Konzerte in 15 Ländern in Europa statt. Die Band spielte vom 21. August bis zum 4. Oktober 2022 insgesamt 12 Konzerte in Kanada, den Vereinigten Staaten und in Mexiko.
Zum Ende der Europatour kündigten die Musiker bei ihrem Auftritt am 4. August 2022 im belgischen Seebad Ostende eine Fortsetzung ihres Tourbetriebs im Jahr 2023 an. Zunächst wurden 20 Konzerte in 15 europäischen Ländern angekündigt. Am Tag des offiziellen Vorverkaufsstarts am 8. September 2022 waren die Eintrittskarten für die 20 Konzerttermine schnell ausverkauft; die Band gab noch am selben Tag sieben Zusatztermine in Deutschland und Europa bekannt. Auch die meisten dieser Karten waren binnen Stunden vergriffen. Nach Auskunft der Band wurden am Tag des offiziellen Vorverkaufsbeginns mehr als eine Million Karten verkauft. Im Oktober 2023 wurde eine Fortsetzung der Tour für 2024 angekündigt. Die Band spielte 2024 25 Konzerte in 16 Städten in verschiedenen Ländern Europas, davon zehn Konzerte in Deutschland und zwei in Österreich. Die Band verkündete am 30. Juli 2024 am vierten und letzten Konzert in Gelsenkirchen das Ende der Stadium Tour und kündigt eine mindestens zwei Jahre andauernde Pause an, ohne konkrete Pläne für die Zukunft zu haben.

## Musik
Rammstein gilt als wichtiger Vertreter der Neuen Deutschen Härte. Dabei spannt die Musik einen Bogen über verwandte Stilrichtungen wie Hard Rock und Alternative Metal, aber auch Technoelemente (beispielsweise auf dem Album Sehnsucht), weshalb sie auch oft dem Industrial Metal zugeordnet werden. Eine genaue Klassifizierung wird dadurch erschwert, dass sich die Musik der Band im Laufe der Zeit gewandelt hat und auf den jüngeren Alben auch Einflüsse weiterer Musikstile und exotische Instrumente zu hören sind. So enthält das Lied Te Quiero Puta! vom Album Rosenrot Elemente lateinamerikanischer Musik.
Für mehrere Rammstein-Songs verwendeten die Musiker nach eigenen Aussagen Teile von Liedern der Bands, denen einige von ihnen zuvor angehört hatten. So stammt das Grundgerüst für das Lied Herzeleid Landers zufolge von John – einem Werk von Die Magdalene Keibel Combo. Die Formation war ein Nebenprojekt von Landers und Flake während ihrer Feeling-B-Zeit. Teile des Songs Sehnsucht brachte Kruspe von seiner früheren Band Orgasm Death Gimmick mit. Eine weitere musikalische Anleihe aus dem Repertoire der Keibel-Combo sind Teile des Liedes Klaus Kinski. Diese finden sich – zwar deutlich modifiziert, aber hörbar – in Heirate mich wieder.
Inspiration durch andere Bands wie die slowenische Gruppe Laibach, die Symbole der politischen Rechten zitiert und so provoziert und deren Musikstil ebenfalls verschiedene Genres vereint, oder die Rockband Oomph! werden Rammstein oft nachgesagt. Einen wirklichen Zusammenhang mit Laibach – außer der Ähnlichkeit im Gesangsstil, die Flake Lorenz in einem Viva-Interview 1997 einräumte – sehen die Bandmitglieder allerdings nicht. Im selben Interview sagte Richard Kruspe:

„Für mich ist Laibach eine sehr sehr intellektuelle Geschichte. Rammstein ist für mich wesentlich emotionaler – am Anfang. Und ich kann mit diesem Intellekt, den Laibach benutzt, nichts anfangen.“

Anders als viele Gruppen aus dem Berlin der frühen 1990er Jahre wollte Rammstein nach eigener Aussage keine US-amerikanischen und englischen Bands imitieren. Flake Lorenz sagte dazu in einem Interview:

„Den Stil haben wir gefunden, indem wir alle genau wussten, was wir nicht wollen. Und wir wollten genau nicht amerikanische Funkymusik machen oder Punk eben oder irgend so was, was wir gar nicht können. Wir haben gemerkt, dass wir nur diese Musik können, die wir auch spielen. Und die ist halt mal sehr einfach, stumpf, monoton.“

Dieser Anspruch ergab sich vermutlich auch erst durch die Komplettierung der zu Beginn noch vierköpfigen Band. So schrieb es zumindest der Journalist Peter Richter, häufiger Interviewer bei Making-of-Produktionen und -Dokumentationen der Band, im Jahr 2011 in einem Artikel für Universal Music:

„Sturer, auf die Eins geklopfter Viervierteltakt. (…) Wenn die Deutschen zum Mitklatschen animiert werden, von einem Schlagersänger zum Beispiel, werden sie, egal wie der Rhythmus eigentlich ist, nach (…) einer halben Minute in dieses Schema einfallen, in ein Marschieren mit den Handflächen. (…) Was Rammstein letztlich zu Rammstein macht – und was Rammstein gleichzeitig auch immer (…) vorgeworfen wird – das ist (…) die Einsicht, dass Deutsche zwar Salsa-Unterricht nehmen können, (…) es wird bei ihnen trotzdem immer eckig aussehen (…). Aber zu dieser Einsicht mussten auch sie (die Rammstein-Musiker) sich offensichtlich erst gegenseitig ermutigen. Als Paul Landers dazustieß, sagt er, habe das, was einmal Rammstein werden sollte, immer noch stark nach Pantera geklungen.“

Sämtliche musikalischen Entscheidungen werden in der Band demokratisch nach Mehrheitsvotum entschieden, was nach Auskünften der Musiker immer wieder zu langwierigen zähen Diskussionen führt, sich aber auch prägend auf den Stil der Band auswirkt. So sagte Drummer Christoph Schneider im Making of zum 2009er Album Liebe ist für alle da:

„Wenn Rammstein zu sechst zusammen sind, entsteht so eine Art Tier – so ein Geschöpf, das wie eine Glocke über den Einzelnen hängt. Es braucht nur einer nicht dabei sein, dann ist dieses Tier weg. Ich kann dir nicht erklären, wo die herkommt und wie die entsteht – das ist die Rammstein-Energie, die sicherlich schon viel Positives hervorgebracht hat, aber auch ganz schön auf dem Gemüt liegen kann.“

### Instrumentierung

#### Allgemeines
Ihren Musikstil bezeichneten die Bandmitglieder Rammsteins 1995 als „Tanzmetall“. Charakteristisch für die Musik der Band sind Gitarrenriffs, die von verzerrten E-Gitarren gespielt werden, und einfache Schlagzeugrhythmen. Häufig sind die Stücke auf einfachen, durchgehenden Mustern aufgebaut. Von klassischen Heavy-Metal-Bands, wie etwa Iron Maiden, unterscheidet sich Rammsteins Musik durch den massiven Einsatz von elektronischen Klängen – wie beispielsweise elektronisch simulierten Klavier- oder Geigenstimmen bei ruhigen Balladen, oder Technosounds – sowie durch den selteneren Einsatz von Schlagzeugbreaks. Auch kommen Gitarren- und Keyboardsoli zwar vor, sind aber seltener und in der Regel einfacher gehalten. 

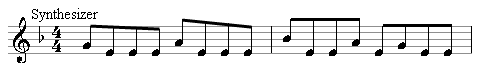
(Hörbeispiel) Synthesizerfigur in Rammsteins Titel Asche zu Asche

Vergleichbar ist ihre Musik zum Teil mit Marilyn Manson, Dope oder Static-X, bei denen Heavy Metal mit elektronischer Musik und Soundeffekten gemischt wird. Beispiele dafür sind die Klänge, die die Titel Engel ( Hörbeispiel) oder Asche zu Asche unterlegen, bei denen Gitarrenriffs mit einem durch lang ausgehaltene Grundtöne (H – A – G) unterlegten Synthesizer-Pattern wechseln.

#### Gitarren und Bass

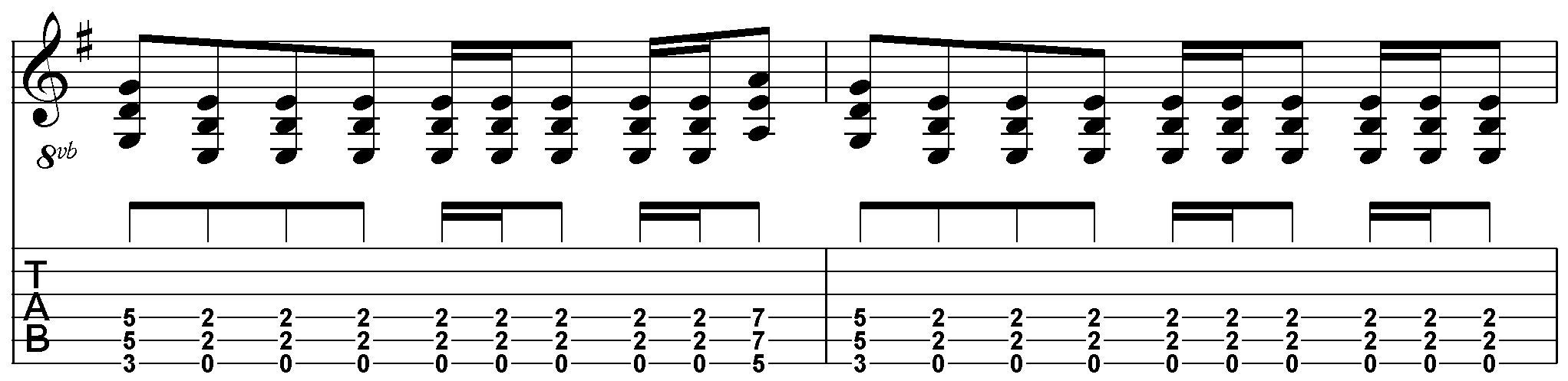
Ausschnitt aus einem Gitarrenriff in Quinten aus Rammsteins Titel Du hast

Die von Richard Kruspe und Paul Landers gespielten Gitarrenriffs haben meist einen bestimmten Groove, der zu den Betonungen der Viertelschläge des Schlagzeugs (s. o.) passt. Um weitere Betonungen zu erzeugen bzw. diese hervorzuheben, nutzen sie die in der Rockmusik und im Metal weit verbreitete Palm-Muting-Technik. Um einen kraftvolleren Klang zu erreichen, verwenden Kruspe und Landers häufig nur aus Grundton und dazugehöriger Quinte bestehende Akkorde, sogenannte Powerchords (siehe Abbildung rechts). Außerdem sind die Klänge der E-Gitarren meist stark verzerrt. Eine Ausnahme waren die Lieder Los vom Album Reise, Reise und Wilder Wein von der Live-CD Live aus Berlin, in denen die Rhythmusgitarre das ganze Lied hinweg unverzerrt bleibt.
Die beiden Gitarristen spielen das Riff eines Songs meistens gleichzeitig, allerdings in zwei unterschiedlichen Oktaven. 2008 sagte Paul Landers im Interview mit der Berliner Firma Native Instruments, Richard Kruspe spiele im mittleren Oktavbereich, er selbst im tiefen. Zudem erläuterte er, dass beide von Anfang an unterschiedliche Gitarrenmarken mit unterschiedlichen Verstärkertechnologien kombinierten. Kruspe arbeite mit ESP-Gitarren und Röhrenverstärkern, namentlich Rectifier vom Hersteller Mesa/Boogie. Er hingegen spielte zunächst Gitarren von Music Man, mittlerweile aber eine Gibson Les Paul, die er zeitweise zusammen mit digitalen Emulationen einsetzte. Mittlerweile verwendet er jedoch wie zu Beginn seiner Rammstein-Karriere wieder SansAmp-Transistoren des Herstellers Tech 21. Ziel der Kombination aus Röhre und Transistor ist einer Aussage Kruspes zufolge, den Gitarrensound in der Summe voluminös und gleichzeitig konturiert zu gestalten. Auch dies erklärt den weitgehenden Verzicht auf umfangreiche Gitarrensoli.
Die Songs der Band stehen überwiegend im Standard- oder Drop D-Tuning. Auf Reise, Reise, Rosenrot und dem unbetitelten Album dominieren allerdings Songs in der tieferen Drop C-Stimmung, was diesen einen finstereren Klang verleiht.
Gitarrensoli existieren bei Rammstein, sind aber bei Weitem nicht so häufig wie allgemein in anderen Metal-Bands und zudem relativ spartanisch und songdienlich gehalten. Richard Kruspe arbeitet hierbei häufig mit kurzen, sich wiederholenden Motiven, oktavierten Melodielinien und einem Wah-Wah-Effekt (in Kombination zu hören auf Mein Herz brennt und Rein Raus). Gelegentlich beinhalten seine Soli auch kreischende Effekte, die er mit seinem Digitech Whammy-Pitch-Shifter-Pedal erzeugt (Stein um Stein) oder gezielte Dissonanzen (Spiel Mit Mir, Zerstören). Obwohl Kruspes Signature-Gitarren mit einem Floyd-Rose-Vibratosystem ausgestattet sind, benutzt er dies nur selten und schraubt für Live-Auftritte häufig den Vibratohebel von seiner Gitarre ab.
Die Stimmen von Bass und Rhythmusgitarre ähneln sich bisweilen sehr. Im Titel Engel beispielsweise erklingt eine Sechzehntel-Figur des Basses, welche dann von den Gitarren aufgegriffen und unisono gespielt wird. ( Hörbeispiel).

#### Schlagzeug
Das von Christoph Schneider gespielte akustische Schlagzeug bestand zur Zeit der Albumproduktion von Liebe ist für alle da aus zwei Bassdrums, zwei Hi-Hats, drei Tomtoms und einer Snaredrum sowie zahlreichen Becken. Im Juli 2016 berichtete der Musiker im Interview, sein Grundset bestehe grundsätzlich sogar aus vier Tomtoms.
Der Schlagzeug-Sound wurde bei Rammstein von Anbeginn elektronisch ergänzt. Tomtoms, Bassdrums und Snare sind mit sogenannten Triggern ausgestattet, um dem akustischen Klangbild eine elektronische Soundebene beimischen zu können. Die verwendeten Samples – eine Kombination aus fertigen und selbstkreierten Sounds – sorgen Schneider zufolge für die typische Klangcouleur bestimmter Rammstein-Songs, während Druck/Akustik durch das klassische Instrument erzeugt werden.

#### Keyboards
Etliche Lieder der Band mit einem als „brachial“ bezeichneten Musikstil zeichnen sich nicht nur durch die markant-brachialen Gitarrenriffs aus, sondern auch durch den Einsatz von elektronisch erzeugten Grooves, Chören, Streichern und anderen Samples, manchmal auch Schlagzeug-Breakbeats. Für deren Erstellung und Intonierung ist Christian Flake Lorenz verantwortlich, der oft das jeweilige Lied musikalisch eröffnet. Lorenz verwendet nach eigener Aussage ein älteres Keyboardmodell der Marke Roland sowie seit Anbeginn seiner Rammstein-Zugehörigkeit einen Sampler des US-amerikanischen Unternehmens Ensoniq. Beide Instrumente werden so nicht mehr hergestellt, Lorenz lässt diese jedoch für seine Bedürfnisse umbauen und kaufte zumindest in der Vergangenheit sogar Ersatzgeräte bei eBay.
Bei der Produktion zum Album Reise, Reise verwendete er zum Erstellen der Sequenzen zudem ein Laptop sowie Logic-Software vom US-amerikanischen Unternehmen Apple.

### Gesang
Ein besonderes Kennzeichen der Musik Rammsteins ist Till Lindemanns tiefer, in der Vergangenheit von Medien oft abwertend als „teutonenhaft“ bezeichneter Gesang mit rollendem „R“, das in erster Linie durch Lindemanns tiefe Gesangslage begründet ist (vgl. Bühnendeutsch). So deckt er mit seiner Stimme meist die Stimmlagen des Baritons oder des Basses ab. Er erreicht aber bei einigen Stücken auch die Altlage (wie in Seemann, Klavier oder Stirb nicht vor mir).

### Entwicklung

(Hörbeispiel ohne Schlagzeug) Akustische Gitarre im Titel Ohne dich

Im Verlauf der einzelnen Alben ist jedoch, parallel zu der Entwicklung bei den Textinhalten, ein Wandel in der musikalischen Gestaltung erkennbar. Dominierten auf den ersten beiden Alben vor allem wiederholte, von verzerrten E-Gitarren gespielte Riffs, wodurch ein Höreindruck von „stumpfen unnachgiebigen Gitarrenwänden“ entstand, machen die späteren Werke einen differenzierteren Eindruck. Der Anteil ruhigerer Lieder wie Nebel und Ohne dich erhöhte sich, und auch die nicht zu den Balladen zählenden Titel wirken weniger monoton. Das ist auf neue Spielweisen, einen melodischeren Gesang des Sängers Lindemann und die Einbeziehung anderer Instrumente – wie Akkordeoneinsätze bei Reise, Reise, Panflöten in Wo bist du oder Trompetenklänge im Stil mexikanischer Mariachimusik bei Te Quiero Puta! ( Hörbeispiel) – zurückzuführen. Auch die Einsätze der Gitarren veränderten sich teilweise. So wechseln sich auf der Ballade Ohne dich Powerchords der E-Gitarre – die allerdings weniger hektisch als auf älteren Titeln wirken – mit einer durch Streichinstrumente unterlegten gezupften akustischen Gitarre ab. Auf Reise, Reise kommen auch erstmals von Sven Helbig arrangierte Chöre (Mein Teil, Morgenstern, Amerika, Reise, Reise) zum Einsatz. Auf den Nachfolgealben bleibt er Rammsteins Arrangeur für markante Zusatzinstrumente wie Waldhörner, Mexikanische Trompeten, Posaunen, Jodler und Streichinstrumente.
Im Hinblick auf das 2019 erschienene siebte Studioalbum berichtete Drummer Christoph Schneider 2016 dem Magazin musicnstuff.de, dass die Band ihre Produktions- und Probenbedingungen deutlich verändert habe. So spielten die Musiker ihre Parts während dieser Produktion nicht mehr einzeln mit eigenem Verstärker ein – er als Drummer arbeite beispielsweise komplett mit einem elektronischen Schlagzeug –, um Lautstärke und Stress zu reduzieren. Dazu sagte er seinerzeit:

„Der Vorteil dabei ist – das klingt jetzt vielleicht komisch für Rammstein – dass man in Zimmerlautstärke proben kann. Wir spielen alle über ein Mischpult und über zwei Boxen (…). Das bringt eine gewisse Klarheit in den Sound, man hört das Gesamtbild. Sonst macht sich bei uns jeder eher ein bisschen lauter, und die anderen so, dass man sie gerade noch hört. Jetzt hören sich alle mitten in der Musik, und dadurch wird anders gespielt.“

## Texte

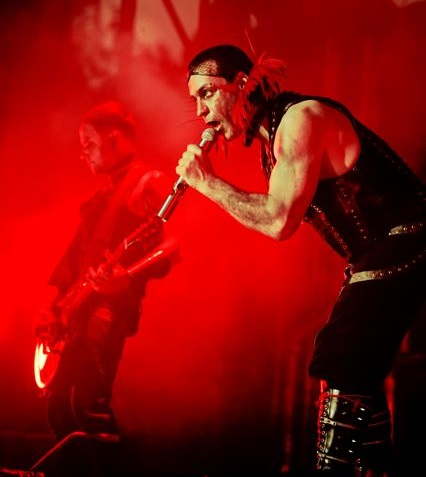
Till Lindemann auf der LIFAD-Tour 2010

Die Texte von Rammstein und vor allem deren Vortrag durch den Sänger Till Lindemann sind ein essentielles Element der Musik und prägen die Wahrnehmung durch Fans und eine breitere Öffentlichkeit deutlich. Das liegt unter anderem daran, dass kontroverse, tabuisierte oder schambesetzte Themen wie BDSM (Bück dich, Feuerräder und Ich tu dir weh), Homosexualität (Mann gegen Mann und Reise, Reise), Inzest (Spiel mit mir, Laichzeit, Tier und Wiener Blut), sexueller Missbrauch (Wiener Blut, Tier, Hallelujah, Hallomann), Drogen (Kokain und Adios), Nekrophilie (Heirate mich), Sextourismus (Pussy und Ausländer), Pyromanie (Benzin, Feuer frei! und Hilf mir), Kannibalismus (Mein Teil und Eifersucht), Misanthropie (Halt), Voyeurismus (Weit weg), das Spiel mit religiösen Bildern (Asche zu Asche) und Gewalteinwirkung während des Sexualaktes (Wollt ihr das Bett in Flammen sehen?) gewählt werden. Der Text wird meistens in Form der ersten Person wiedergegeben, was der Sänger Till Lindemann mit einer größeren, zusätzlich polarisierenden „Unmittelbarkeit“ begründet. Insbesondere die Lieder auf den frühen Alben Herzeleid und Sehnsucht thematisieren Sex und Gewalt. Auf Reise, Reise, Rosenrot und dem unbetitelten Album werden schließlich verstärkt zwischenmenschliche Beziehungen behandelt, wie beispielsweise im Lied von erstgenanntem Album Ohne dich. In den Liedern Nebel, Wo bist du, Stirb nicht vor mir, Diamant und Tattoo geht es um das Nachtrauern einer ehemaligen Geliebten.
Die Texte lehnen sich zum Teil an bekannte Werke der deutschen Literatur an. So ist das Lied Dalai Lama eine Adaption von Goethes Ballade vom Erlkönig:

„Wer reitet so spät durch Nacht und Wind? Es ist der Vater mit seinem Kind; Er hat den Knaben wohl in dem Arm, Er faßt ihn sicher, er hält ihn warm.“

„Ein Flugzeug liegt im Abendwind – An Bord ist auch ein Mann mit Kind – Sie sitzen sicher[,] sitzen warm – Und gehen so dem Schlaf ins Garn.“

Der Refrain von Haifisch ist durch Die Moritat von Mackie Messer von Bertolt Brecht inspiriert:

„Und der Haifisch, der hat Zähne / Und die trägt er im Gesicht / Und Macheath, der hat ein Messer / Doch das Messer sieht man nicht.“

„Und der Haifisch der hat Tränen / und die laufen vom Gesicht / doch der Haifisch lebt im Wasser / so die Tränen sieht man nicht.“

Das Lied Roter Sand setzt das Sujet der Duellszene aus Theodor Fontanes Effi Briest musikalisch um. Da Texter Till Lindemann sich bisweilen der Chiffrenlyrik bedient, ist stellenweise eine bewusste Doppeldeutigkeit der Texte festzustellen, bei denen viele Passagen gleichermaßen anzüglich wie auch harmlos gedeutet werden können. Außerdem lassen einige Texte zu umstrittenen Themen bewusst offen, ob sie die geschilderten Ansichten propagieren, ironisieren oder neutral schildern wollen. So lässt Lindemann im Text von Bestrafe mich offen, ob er sich auf masochistische Unterwerfung und Impotenz im sexuellen Umfeld oder auf die Unterwerfung und Machtlosigkeit des Menschen im Verhältnis zu Gott bezieht.

„Deine Größe macht mich klein – du darfst mein Bestrafer sein. Deine Größe macht ihn klein – du wirst meine Strafe sein. Der Herrgott nimmt – der Herrgott gibt. Doch gibt er nur dem[,] den er auch liebt.“

Stilistisch sind die Texte von der meist bewusst einfach und plakativ angelegten Verwendung von Wortspielen und Allegorien geprägt. So wird im Titel Du hast mit der Homophonie der Worte „haben“ und „hassen“ in der 2. Person Singular ([ˈhast]) gespielt.

„Du – Du hast – Du hast mich – Du hast mich gefragt – Du hast mich gefragt, und ich hab nichts gesagt.“

Dass bei „Rammstein […] immer Raum für Interpretationen frei[-bleibt]“, ist laut Schlagzeuger Christoph Schneider ein Markenzeichen der Band. Eine solche, auch oft zu Missverständnissen führende Konzeption hänge eng mit dem Aufwachsen in der DDR zusammen:

„Wenn man sich Texte von DDR-Bands ansieht, sieht man, wie gut die teilweise sind, wenn sie ein Thema mit lyrischen Mitteln umschreiben. Diese Vergangenheit ist mit uns eng verbunden.“

Die regelmäßigen Nachfragen der Öffentlichkeit nach Bedeutung und Hintergründen seiner Songtexte kommentierte Lindemann in einem Interview mit dem Magazin Cicero. Autor Thomas Winkler beschreibt die Szene in seinem Artikel „Der nette Herr Lindemann“ wie folgt:

„Ich soll meine Texte immer analysieren“, sagt Lindemann beim Interview im heimatlichen Berlin, dann hebt sich der gewaltige Brustkorb ein gutes Stück und der große Mann sinkt leise seufzend auf seinem Stuhl in sich zusammen, „aber in Wirklichkeit denke ich gar nicht so viel darüber nach.“

Rammstein-Liedtexte entstehen im Regelfall erst nach dem Musikstück, wie unter anderem der Journalist und Buchautor Peter Richter in einem Bandporträt für das Plattenlabel Universal schrieb:

„Es werden bei Rammstein nämlich nicht Lindemanns morbide Texte vertont, er muss umgedreht zusehen, dass er in seiner Fantasie oder in seinem Archiv etwas findet, das zur dunklen Massivität der Klänge passt. In dem Maße, wie die Musik von Platte zu Platte bombastischer und operettenhafter geworden ist, haben sich zusehends auch die Texte von Parolen zu ausgewachsenen Moritaten erweitert.“

An der Musikkomposition ist Lindemann nach eigenen Aussagen normalerweise wenig oder sogar gar nicht beteiligt. Er sagte bereits Ende der Neunzigerjahre dem Musiksender Viva, er erhalte zum Texten mehrspurige Tracks von seinen Bandkollegen. Im selben Interview äußerte Paul Landers zum Entstehungsprozess von Musik und Texten:

„Till kommt mit einem Text, dieser basiert meistens auf dem Riff, das tragend für das Lied ist. Hartes Riff, harter Text. Weiches Riff, weicher Text.“

Eine Ausnahme dieser Regel ist dem Bassisten Oliver Riedel zufolge das Lied „Feuer und Wasser“ vom 2005er Album „Rosenrot“. Hier habe Lindemann den Text im Probenraum an die Wand geheftet und die Band habe versucht, ein musikalisches Gewand drumherum zu bauen. Ähnlich verhält es sich der Band zufolge auch mit dem Lied Pussy, dessen Text ebenfalls vor der endgültigen Komposition existierte.

## Diskografie
Studioalben

| Jahr | Titel Musiklabel                            | Höchstplatzierung, Gesamtwochen, AuszeichnungChartplatzierungen (Jahr, Titel, Musiklabel, Platzierungen, Wochen, Auszeichnungen, Anmerkungen) | Höchstplatzierung, Gesamtwochen, AuszeichnungChartplatzierungen (Jahr, Titel, Musiklabel, Platzierungen, Wochen, Auszeichnungen, Anmerkungen) | Höchstplatzierung, Gesamtwochen, AuszeichnungChartplatzierungen (Jahr, Titel, Musiklabel, Platzierungen, Wochen, Auszeichnungen, Anmerkungen) | Höchstplatzierung, Gesamtwochen, AuszeichnungChartplatzierungen (Jahr, Titel, Musiklabel, Platzierungen, Wochen, Auszeichnungen, Anmerkungen) | Höchstplatzierung, Gesamtwochen, AuszeichnungChartplatzierungen (Jahr, Titel, Musiklabel, Platzierungen, Wochen, Auszeichnungen, Anmerkungen) | Anmerkungen                                                    |
| Jahr | Titel Musiklabel                            | DE | AT | CH | UK | US | Anmerkungen                                                    |
| ---- | ------------------------------------------- | --- | --- | --- | --- | --- | -------------------------------------------------------------- |
| 1995 | Herzeleid Motor Music (Polygram)            | DE2 a ×2Doppelplatin · (146 Wo.)DE | AT7 b (24 Wo.)AT | CH4 a (23 Wo.)CH | UK— SilberUK | — | Erstveröffentlichung: 24. September 1995 Verkäufe: + 1.480.000 |
| 1997 | Sehnsucht Motor Music (Polygram)            | DE1 ×5Fünffachgold · (82 Wo.)DE | AT1 Platin · (31 Wo.)AT | CH3 ×2Doppelplatin · (25 Wo.)CH | UK— PlatinUK | US45 Platin · (31 Wo.)US | Erstveröffentlichung: 25. August 1997 Verkäufe: + 3.155.000    |
| 2001 | Mutter Motor Music (UMG)                    | DE1 ×3Dreifachplatin · (… Wo.)DE | AT1 Gold · (104 Wo.)AT | CH1 ×2Doppelplatin · (79 Wo.)CH | UK86 Gold · (2 Wo.)UK | US77 (6 Wo.)US | Erstveröffentlichung: 2. April 2001 Verkäufe: + 2.400.000      |
| 2004 | Reise, Reise Universal Music (UMG)          | DE1 ×7Siebenfachgold · (85 Wo.)DE | AT1 Platin · (46 Wo.)AT | CH1 Platin · (51 Wo.)CH | UK37 Gold · (2 Wo.)UK | US61 (4 Wo.)US | Erstveröffentlichung: 27. September 2004 Verkäufe: + 1.500.000 |
| 2005 | Rosenrot Universal Music (UMG)              | DE1 ×3Dreifachplatin · (41 Wo.)DE | AT1 Gold · (22 Wo.)AT | CH2 Platin · (26 Wo.)CH | UK29 Silber · (2 Wo.)UK | US47 (5 Wo.)US | Erstveröffentlichung: 27. Oktober 2005 Verkäufe: + 1.000.000   |
| 2009 | Liebe ist für alle da Universal Music (UMG) | DE1 ×7Siebenfachgold · (83 Wo.)DE | AT1 Platin · (47 Wo.)AT | CH1 Platin · (37 Wo.)CH | UK16 Silber · (3 Wo.)UK | US13 (4 Wo.)US | Erstveröffentlichung: 16. Oktober 2009 Verkäufe: + 1.096.843   |
| 2019 | Unbetitelt Rammstein (UMG)                  | DE1 ×3Dreifachplatin · (… Wo.)DE | AT1 ×2Doppelplatin · (204 Wo.)AT | CH1 Platin · (103 Wo.)CH | UK3 Silber · (7 Wo.)UK | US9 (2 Wo.)US | Erstveröffentlichung: 17. Mai 2019 Verkäufe: + 936.000         |
| 2022 | Zeit Rammstein (UMG)                        | DE1 ×2Doppelplatin · (123 Wo.)DE | AT1 Platin · (125 Wo.)AT | CH1 Platin · (104 Wo.)CH | UK3 (2 Wo.)UK | US15 (1 Wo.)US | Erstveröffentlichung: 29. April 2022 Verkäufe: + 550.000       |

- Reise, Reise Frontcover

## Tourneen
- 1994–1995: Club Tour 1
- 1995–1996: Herzeleid Tour
- 1997–2001: Sehnsucht Tour
- 2001–2002: Mutter Tour
- 2004–2005: Reise, Reise Tour (Ahoi Tour)
- 2009–2011: Liebe ist für alle da Tour
- 2011–2013: Made in Germany Tour
- 2016: Rammstein Tour 2016
- 2017: Rammstein Festival Tour 2017 2
- 2019 und 2022–2024: Rammstein Stadium Tour

## Albumproduktion
Für sämtliche vor 2019 erschienenen Studio- und Livealben zeichnete der schwedische Musikproduzent Jacob Hellner verantwortlich, der unter anderem auch mit Clawfinger und Apocalyptica gearbeitet hat. Beim Debütalbum Herzeleid war Carl-Michael Herlöfsson als Co-Produzent beteiligt.
Seit dem dritten Album Mutter zählen die Toningenieure Ulf Kruckenberg und Florian Ammon sowie der Mixing Engineer Stefan Glaumann zum Team. In einem Interview mit recording.de gab Hellner im April 2010 einen Einblick in eine typische Produktionsphase:

„Das wirklich faszinierende an Rammstein ist deren klarer Fokus – da kommen die Musiker eben nicht in den Proberaum und versuchen sich an einem Songpart oder suchen einen passenden Groove. Rammstein kommen rein und spielen nahezu fertiges Material.“

Aber er schilderte die intensive Diskussionskultur innerhalb der Band bei einer Albumproduktion auch als zermürbend. So sagte er im Zuge der Aufnahmen zum 2009er Album Liebe ist für alle da der Journalistin Marion Brasch:

„Rammstein is a neverending conference.“

Hellner zufolge bringe die Band pro Album etwa 30 fertige Songideen in den Proberaum mit, die dann gemeinsam mit ihm und den Toningenieuren analysiert und zu circa 20 Stücken verschmolzen werden. Im Zuge der sich dann anschließenden Verfeinerung von Vocals, Instrumentierung und Songaufbau würden weitere Songs verworfen, bis final etwa 15 bis 17 Lieder für ein Album verbleiben. Pro Studioalbum hat die Band bisher grundsätzlich elf Songs veröffentlicht. Die restlichen Stücke werden Hellner zufolge als Zusatztracks für diverse Download- und Hardcopy-Sonderveröffentlichungen genutzt.

## Bühnenshow

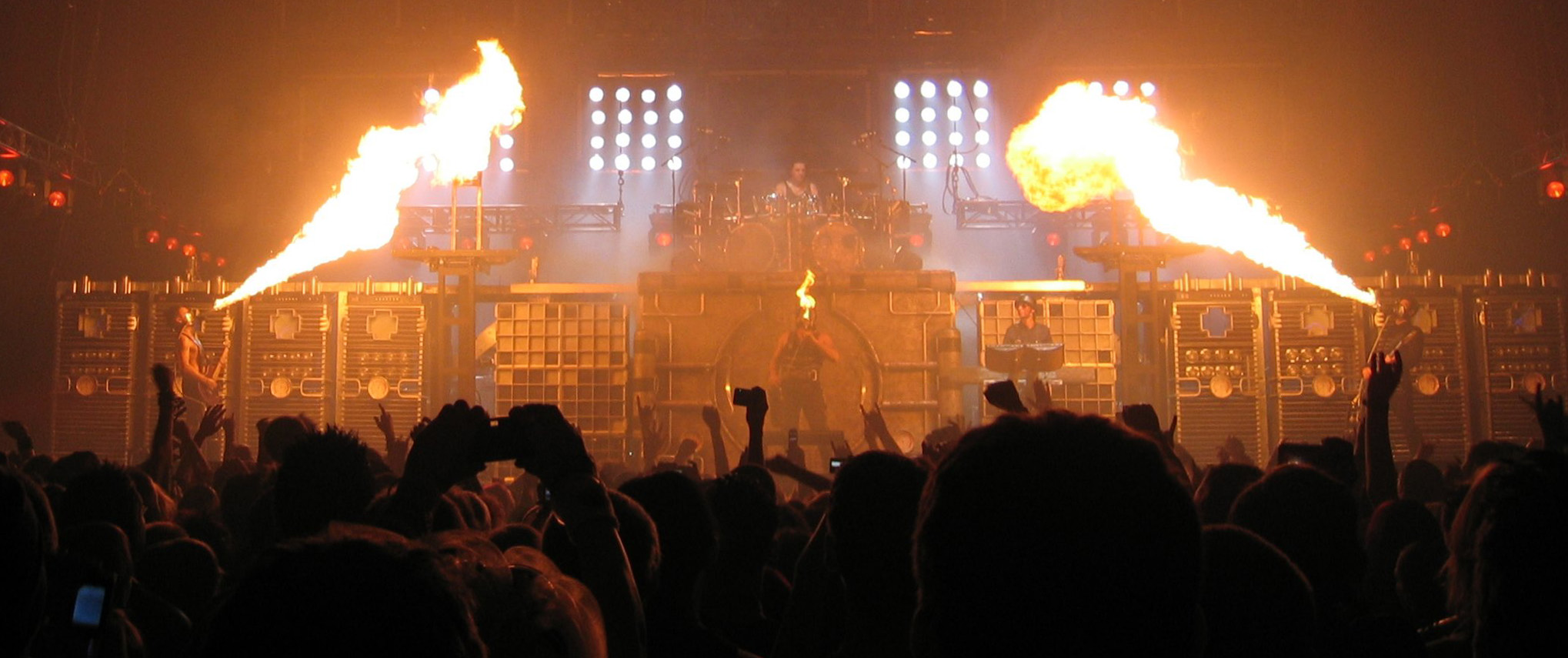
Einsatz von Pyrotechnik während des Konzerts 2005 in Nottingham

Rammstein-Konzerte zeichnen sich durch eine minutiös durchchoreografierte Bühnenshow aus. Diese bietet nur wenig bis keinen Spielraum für Improvisation, da die Gruppe bei den Konzerten in erheblichem Maße Pyrotechnik einsetzt. So werden beispielsweise bei dem Song Sonne Feuerfontänen aus sogenannten Flammentöpfen in die Höhe sowie von der oberen Bühnenkonstruktion nach unten geschossen, weitere Feuerbälle treffen vom rechten und linken Bühnenrand kommend in der Mitte aufeinander. Einzelne Bandmitglieder tragen bei dem Lied Feuer frei! Mund-Flammenwerfer (Lycopodiummasken), die Flake zufolge von Sänger Till Lindemann entwickelt wurden. Ferner verwenden sie während des Spielens Rauch- und Funkenwerfer, beim Lied Asche zu Asche entzünden sich die Mikrofonstative der beiden Gitarristen. Bei anderen Liedern wie Ich will oder Ich tu dir weh werden Feuerwerkskörper so verwendet, dass sie nicht nur optische Komponente, sondern auch Teil des Klangbilds sind. Beim Stück Rammstein zündete sich der Sänger Lindemann in den ersten Jahren – geschützt durch einen Asbestmantel, von der Band als „Brennemantel“ bezeichnet – selbst an, später verwendete er stattdessen zwei überdimensionale feuerwerfende klauenartige Metallarme. Bei den jüngeren Darbietungen von Engel trug er auf seinem Rücken eine 50 Kilogramm schwere Flügelkonstruktion aus Stahl, die Feuerstöße abgab. Ab der Festivaltour 2016 wurde dieser Showteil dahingehend verändert, dass Lindemann mitsamt den Flügeln mehrere Meter in die Höhe gezogen wird und dank dieser Aufhängevorrichtung auch die Last der Konstruktion nicht mehr allein tragen musste.
Auch Requisiten wie Mikrofone in Messerform (zu Mein Teil), explodierende Schlagzeuge und Sticks, eine Schaumkanone in Penisform und große Mengen von konfettiähnlichen Papierstreifen, die ins Publikum geblasen werden, finden bzw. fanden bei bestimmten Stücken Verwendung. Einige Bandmitglieder verwenden oder verwendeten als Bühnen-Make-up löslichen Kaffee oder aufgelöstes Milchpulver, um die Haut ölverschmiert oder bleich wirken zu lassen. Sänger Till Lindemann verwendete in der Vergangenheit zudem bei vereinzelten Liedern Kunstblut, darunter beim Song Mein Teil vom Album Reise, Reise.
Die pyrotechnischen Einlagen und die groteske Überhöhung vieler Effekte, vor allem vom ausgebildeten Pyrotechniker Lindemann, sind für den hohen Bekanntheitsgrad der Band mitverantwortlich, was Lindemann sich dadurch erklärt, dass Rammstein „einfach die härtere David-Copperfield-Show“ sei. Das Rock-Lexikon schreibt dazu:

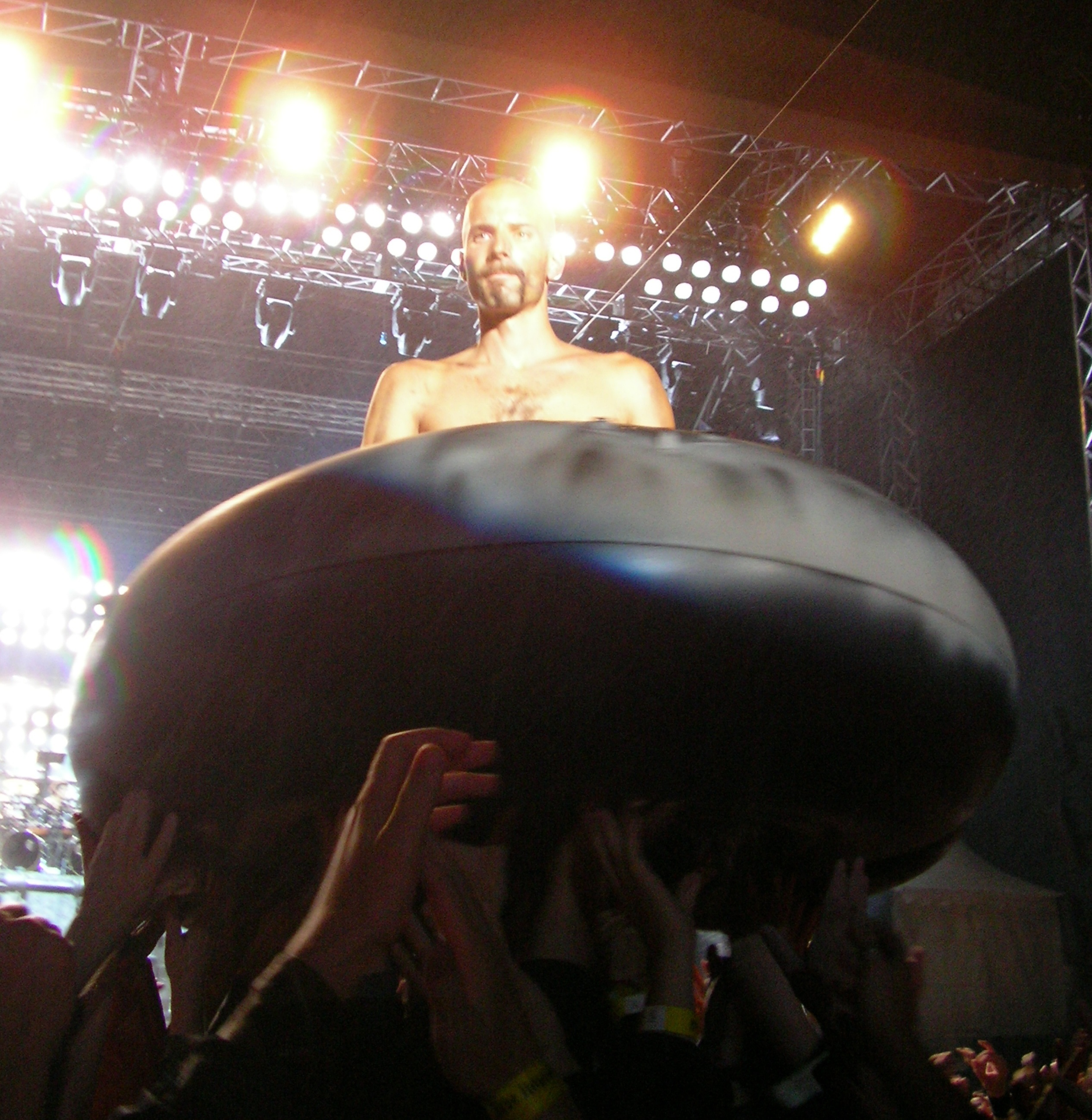
Oliver Riedel bei einem Auftritt in Göteborg, 2005

„Rammstein spielten seit ihrer Gründung 1994 mit dem Feuer: auf der Bühne, wo sie mit deutscher Perfektion die feurigen Gags von Arthur Brown bis Red Hot Chili Peppers nachahmten, und mit ihren Texten und ihrem Gebaren, die den Musikern den Ruf rechter Gesinnung einbrachte.“

Für die Shows der Band war zumindest anfangs ihre Zusammenarbeit mit dem 2012 verstorbenen Lichtkünstler und Regisseur Gert Hof, der besonders in den ersten Jahren der Band die Bühnen- und Lichtkonzepte ausarbeitete, prägend. Erstmals übernahm Hof die Lichtgestaltung beim Konzert 100 Jahre Rammstein am 27. September 1996 in der Arena Berlin. Auch im Booklet der 1999 erschienenen DVD Live aus Berlin ist er als verantwortlicher Stage & Lighting Designer aufgeführt. Ab 2001 übernahm bei den Rammstein-Tourneen auch LeRoy Bennett die Aufgabe des Production/Lighting Designers. Bei der Tour-Produktion zum Album Reise Reise im Jahr 2004 werden Bennett und Hof noch gemeinsam genannt, für das Design des Auftritts im New Yorker Madison Square Garden im Dezember 2010 zeichnet dann bereits alleinig Bennett verantwortlich. Bennett kommt auch in der 2015 erschienenen DVD Rammstein in Amerika im Interview zu Wort. In der jüngeren Tourgeschichte taucht bei der Bühnenbildkonzeption im Besonderen das britische Unternehmen Woodroffe Bassett Design unter Federführung von Roland Greil auf.
Richard Kruspe sagte in einem Interview zur Bühnenshow, dass er Spaß daran habe, sich auf der Bühne zu verstellen und zu verkleiden, und die anderen Bandmitglieder schließe er da mit ein. Constanze, die Schwester des Schlagzeugers Schneider, zeichnete zeitweilig für die Bühnenoutfits verantwortlich. In späteren Jahren übernahmen dies unter anderem die Berliner Kostümbildnerin Sophie Onillon und die Textilkünstlerin Bettina Loose.
Als Rammstein noch relativ unbekannt war, erzeugte die Band nach eigenen Aussagen in schlecht besuchten Sälen Flammen, indem Paul Landers vor Konzertbeginn im Publikumsbereich heimlich Benzin ausgoss, welches dann von Lindemann zum ersten Lied von der Bühne aus angezündet wurde.
Ein weiteres Showelement war ein Gummiboot, in dem sich Keyboarder Flake von den Menschenmassen tragen ließ. Anfangs geschah dies nur zum Lied Seemann, zwischenzeitlich – je nach Setlist – auch bei Heirate mich und Stripped, ab der Liebe-ist-für-alle-da-Tour beim Lied Haifisch. Nach einigen schmerzhaften Stürzen trat Flake diese Aufgabe phasenweise an Oliver Riedel und Paul Landers ab, steuerte das Gummiboot später aber viele Jahre wieder selbst. Bei der Europe Stadium Tour 2019 wurden mehrere dieser Boote eingesetzt – diese wurden von Flake, Landers, Riedel, Kruspe und teilweise auch von Schneider zwischen den Liedern Engel und Ausländer gleichzeitig genutzt.
Die Bühne, die für die Made in Germany Tournee 2011/2012 errichtet wurde, zählte laut Veranstaltungstechnik-Fachmann Thilo Baby Goos, Teil der damals 125-köpfigen Rammstein-Tourcrew, zu den damals größten weltweit. Sie hatte eine Breite von 24 Metern, war 15 Meter hoch und eine reine Stahlkonstruktion. 100 Lautsprecherboxen und insgesamt 50 Tonnen Equipment wurden nach Angaben des Technikers mittels 120 Motoren unter die Hallendecke gezogen. Das Gesamtequipment der Tour umfasste 25 Truckladungen, zwei der Fahrzeuge beinhalteten zwei Kraftwerke mit je einer Leistung von einem Megawatt, um die Stromversorgung sicherzustellen. Goos sagte hierzu dem SZ-Magazin, das diese Tournee begleitete:

„Die Kraftwerke braucht man, damit in den Städten nicht das Licht ausgeht, wenn’s bei Rammstein angeht. Öko ist das nicht. Man muss sich entscheiden: Heiße alte Konzertlampen statt kaltes Licht? Brauchst du Strom.“

In einem Interview mit radioeins bestätigte Keyboarder Flake im Jahr 2016, die Band habe vor der Anschaffung der Kraftwerke bei Konzerten in Barcelona und Tallinn die Stromversorgung des umliegenden Stadtviertels zum Erliegen gebracht.
Im Making of auf der im Mai 2017 erschienenen Konzertfilm-DVD Rammstein: Paris gab Tour- und Produktionsmanager Nicolai Sabottka an, dass eine Show der Made-in-Germany-Tour 300 Pyroeffekte umfasste. Pro Konzert wurden 80 Kilogramm Lycopodium und 40 Liter Isoparaffin verbraucht.
Der immense Tourneeaufwand, den die Band seit Jahren betreibt, wird von einigen Bandmitgliedern phasenweise kritisch gesehen. So äußerte sich der Gitarrist Richard Kruspe im Zuge des Videodrehs von Ich tu dir weh im Oktober 2009:

„Es gibt nur noch Aufrüsten, es gibt kein Abrüsten bei Rammstein mehr. Das ist ein bisschen schade, manchmal mitunter würde man sich schon freuen, mal eine Show zu machen ohne irgendwas – aber das funktioniert bei Rammstein einfach nicht mehr.“

Sein Gitarren-Kollege Paul Landers bestätigt im selben Making-of-Video den Eindruck:

„Wir sind viel zu over Budget, sagt der Amerikaner.“

2019 bezeichnete Production Designer Leroy Bennett gegenüber der britischen Ausgabe des Magazins Metal Hammer den Gitarristen Paul Landers in puncto Bühnenshow als die „leading creative person“ der Band. Dieser bringe für das Bühnenbild Modelle und Zeichnungen ein, die „oft der Physik trotzen“.
Nicolai Sabottka, der auf der Tournee 2019 die Pyroshow verantwortete, gab in einem Interview an, dass Rammstein pro Auftritt für die Pyrotechnik rund 1000 Liter Brennstoff benötige. Bei zwei Konzerten in Stuttgart sorgte die Pyroshow der Band wegen „starker Rauchentwicklung“ für etwa zehn Notrufe bei der Feuerwehr.
Der Aufbau der Bühne, die 2019 und 2022 während der Tourneen genutzt wurde, dauerte über 60 Stunden, und insgesamt müssen für ein Konzert 1.350 Tonnen Material bewegt werden, für den Antransport der Bühne werden über 90 Lkws benötigt. Der Transport der Bühne aus Europa in die USA im Jahr 2022 wurde mit einer Boeing 747 bewerkstelligt.

## Wirkung auf andere Musiker
Verschiedene bekannte Musiker haben Lieder und Texte von Rammstein gecovert oder künstlerisch aufgegriffen. In Zusammenwirken der Dresdner Sinfoniker mit dem Komponisten Torsten Rasch entstand auf Grundlage von Texten und Musik einiger Rammstein-Titel der Liederzyklus Mein Herz brennt. Die Gesangsparts übernahm der Dresdner Opernsänger und zweimalige Grammy-Preisträger René Pape, die Sprecherrolle die Schauspielerin und Regisseurin Katharina Thalbach. Das Werk wurde am 20. Oktober 2003 veröffentlicht. Die Uraufführung wurde kurz darauf im Kulturpalast Dresden vollzogen. Die Auszeichnung mit dem Klassik-ECHO folgte im Jahr 2004. Produziert wurde das Projekt von Sven Helbig, der seither auch bei Rammstein als Produzent mitwirkt und für Streicher- und Chorarrangements zuständig ist.
Nina Hagen nahm mit Apocalyptica eine Fassung des Liedes Seemann auf. 2012 wurde der Song Feuer frei! von Sabaton gecovert. 2013 coverte der Volksmusiksänger Heino die Lieder Sonne und Amerika. Weiterhin bestehen zahlreiche Rammstein-Tribute-Bands, in Deutschland darunter Stahlzeit und Völkerball.
Stilistisch verhalf Rammstein der Neuen Deutschen Härte Ende der 1990er Jahre zu einem kommerziellen Durchbruch und wirkte in der Folge prägend auf das Genre ein.

## Öffentliche Wahrnehmung
Die Fachpresse sah die Musik der Band anfänglich eher kritisch. So bewertet das Rock-Lexikon von Barry Graves und Siegfried Schmidt-Joos das zweite Album der Band, Sehnsucht, folgendermaßen:

„Das zweite Album enthielt wieder Songs voll platter Parolen (‚Bück dich‘, ‚Tier‘, ‚Bestrafe mich‘), untermauert vom rauhen Sound der Band. Rammstein lebte von einer perfekt aufeinander abgestimmten Rhythmusgruppe und krankte an der Unsicherheit, Keyboardklänge adäquat einzubinden.“

Spätere Werke der Band wurden dagegen meist besser aufgenommen. So schrieb Frank Albrecht von der Zeitschrift Rock Hard über das Album Reise, Reise:

„Musikalisch indes gibt’s ein paar kleinere Überraschungen. Am stärksten klingen Rammstein immer noch dann, wenn sie das volle Brett auffahren. Die Breitwand-Riffs, die kalten Rhythmen, die einfachen und gleichzeitig höchst einprägsamen Melodien. Aber sie wagen diesmal auch den Schritt zu sanfteren Klängen, wie etwa bei dem Dreierpack ‚Ohne dich‘, ‚Amour‘ und ‚Los‘. Ein neues Klanggewand, an das man sich aber alsbald gewöhnt hat und das man zu schätzen lernt.“

Der slowenische Philosoph und Kulturkritiker Slavoj Žižek schrieb in „Zeit online“ am 6. März 2008 u. a.:

„Rammstein unterlaufen die totalitäre Ideologie nicht durch ironische Distanz, sondern durch Konfrontation mit der obszönen Körperlichkeit der ihr zugehörigen Rituale und machen sie damit unschädlich.“

Er meinte zudem, Rammsteins Umgang mit der totalitären Ideologie könne sich mit der sinnlosen Rede der Hitler-Figur Hynkel aus Chaplins Film Der große Diktator messen.
Die Band selbst beschrieb im Jahr 2009 ihre Motive seit der Gründung deutlich vereinfachter, wie folgt:

„Wir haben uns vor 15 Jahren zusammengetan, weil wir monotone, stumpfe Musik machen wollten. Wir haben in einem Keller gestanden und Krach gemacht. Wir haben nie versucht, Erfolg zu haben. Wir machen, was wir gut finden. Immer. Und wenn wir zu sechst zusammen sind, kommen Ideen heraus, die die Allgemeinheit widerlich findet. Wir sind einfach so.“

Viele Texte Lindemanns lassen sich der Romantik zurechnen. In der katholischen Wochenzeitung hinsehen.net wird die Band vom Autor Josef Jung als Gesamtkunstwerk der Romantik zugeordnet.

„Das Dunkle, vor dem man sich eigentlich fürchtet, wird sichtbar besungen und dargestellt. Das Verbotene wird vielleicht sogar verführerisch anmutend verkauft, so wie der Erlkönig in Goethes gleichnamiger Ballade. Der Schrecken und die Romantik werden gleichsam zur mystisch-dunklen Kunst. Rammstein besingt den Spiegel des Grauens, der im Gegensatz zum sprechenden Spiegel im Märchen ‚Schneewittchen‘ nicht sagt, wer die Schönste im Land ist, sondern zeigt wie finster es um einen steht.“

Das SZ-Magazin der Süddeutschen Zeitung widmete Rammstein in der Ausgabe 27/2012 ein ganzes Heft mit Texten von Alexander Gorkow und Fotografien von Andreas Mühe. Autor und Fotograf hatten die sechs Musiker über mehrere Wochen bei ihrer damaligen US- und Kanada-Tournee begleitet. Sie ließen im Epilog der Veröffentlichung mit dem Titel Wer zu Lebzeit gut auf Erden unter anderem verlautbaren:

„Rammstein sind Deutschlands größtes Missverständnis – zugleich sind sie Deutschlands größter Kulturexport. (…) Der Leiter der Seite Drei der Süddeutschen Zeitung, Alexander Gorkow, (…) erinnert sich an ‚viele, viele Stunden mit nachdenklichen, musikalischen und im Kern total aufsässigen Anarchisten‘.“

Analog zu dieser Haltung hat sich die öffentliche Wahrnehmung – besonders die des nationalen Feuilletons – gegenüber der Band in den letzten Jahren zugunsten Rammsteins verändert. So textete Welt.de im Dezember 2010:

„Rammstein ist das Hochamt für deutsche Sprache.“

Zum 20-jährigen Bestehen der Band im Jahr 2014 schrieb das Autorenduo Matthias Mineur und Thorsten Zahn für das Magazin Metal Hammer:

„Rammstein zählen zu den stilprägendsten, innovativsten und erfolgreichsten Bands, die Deutschland jemals hervorgebracht hat.“

Dass die Band bis heute polarisiert, wurde im Zusammenhang mit der Veröffentlichung von Rammstein: Paris im März/Mai 2017 (Kino/DVD) deutlich. Der Jonas-Åkerlund-Film, der im Vergleich zu den bisher eher konventionellen Konzertmitschnitten Live in Berlin, Völkerball und Rammstein in Madison Square Garden extrem schnelle Schnitte und Slowmotion-Einstellungen, dazu einige skurrile Morphing-Effekte aufweist, erzeugte sowohl bei Medienvertretern als auch bei Fans ein geteiltes Echo, auch wenn positive Resonanzen überwogen.
So kritisierte Spiegel-Autor Jens Balzer den Film an sich, aber vor allem die Wahl des Premierenorts – die Volksbühne Berlin, die zu diesem Zeitpunkt gerade den seit 1992 agierenden Intendanten Frank Castorf verabschiedete. Er wertete die Veranstaltung als „Konkurs“ des Hauses, die Premiere dieses Films an der Volksbühne habe alles, wofür dieses Haus einstmals zu stehen schien, entwertet. Er schrieb zudem:

„Die Rammstein-Ästhetik ist die Urszene der Das-wird-man-ja-wohl-man-noch-mal-sagen-dürfen-Einstellung [sic], von der die Björn Höckes des Landes bis heute zehren. Rammstein sind die Urszene von Pegida und AfD – und daran ändert auch nichts, dass sie aus Ostberlin und der Punkszene kommen und sich auf Nachfrage als Linke bezeichnen.“

Seine Verlautbarungen lösten im Leserforum des Magazins heftige Diskussionen aus – viele Rezipienten kritisierten die Argumente des Autors, die sie an die Erstkontroverse um die Band Mitte der Neunzigerjahre erinnerte.

### Verbindungen zur Volksbühne Berlin
Die Gruppe hatte kurz nach ihrer offiziellen Gründung erste Berührungspunkte mit dem Ost-Berliner Theaterhaus. So spielte die damals noch unbekannte Band am 14. Dezember 1994 auf der Großen Bühne des Hauses gemeinsam mit den früheren DDR-Bands Sandow und Santa Clan. Das Konzert fand im Anschluss an eine Vorführung des 1988er DEFA-Dokumentarfilms flüstern & SCHREIEN – Ein Rockreport statt, in dem einige der heutigen Rammstein-Musiker mitwirkten – damals noch als Teil der DDR-Funpunk-Combo Feeling B.
Ein gutes Jahr zuvor war die Ende 1993 auseinandergebrochene Gruppe Feeling B dort erstmals aufgetreten – am 25. September 1993 führten diese in der Volksbühne Berlin eine von mittelalterlicher Musik geprägte Show zu ihrem dritten Album „Die Maske des roten Todes“ auf. Frank Keding, musikalischer Leiter der Berliner Gruppe Bolschewistische Kurkapelle schwarz-rot, die damals bei dem Auftritt mitwirkte, sagte später in einem Interviewbuch über Feeling B zu dem Auftritt:

„Paul und Flake schwebten mit einem martialischen Opening auf die Bühne, eindrucksvoll unterstützt durch Ventilatoren, Nebel und Licht. Damals deutete sich schon an, was in späteren Rammstein-Shows zur Vollendung geführt wurde.“

Im Jahr 1997 wirkte beim Dreh des Videos zu Du hast die Schauspielerin Astrid Meyerfeldt mit, die von 1992 bis 2008 zum Ensemble der Volksbühne Berlin gehörte. Im Making-of zum Video sagte Regisseur Philipp Stölzl:

„(…) In diesem Video ist es ja Astrid Meyerfeldt, ein richtiger Volksbühnen-Star, und da hab ich mich echt gefreut, dass die das überhaupt gemacht hat. Aber das hat natürlich auch damit zu tun gehabt, dass Castorf jahrelang immer Rammstein in seinen Aufführungen hat abspielen lassen, (…) derzeit gab es da eine große Fangemeinde in der Volksbühne.“

Im Jahr 2014 äußerte sich Castorf im Hinblick auf kulturelle Neuausrichtungen in der Stadt gegenüber dem Tagesspiegel:

„Wenn hier jemand Rammstein haben und aus der Volksbühne einen Probenraum machen will, bitte sehr. Das sind die Tagträume eines Musikmanagers. Keiner, der heute solche Entscheidungen trifft, ist noch im Amt, wenn man irgendwann die Folgen seiner Entscheidungen bemerkt. Das ist normal. Ob die Verteidigungsministerin so viel von Militär versteht, weiß man ja auch nicht.“

### Kontroversen

#### Bandname
Der Name „Rammstein“ stammt von Paul Landers, Christoph Schneider und Flake Lorenz. Am 28. August 1988 fand auf der westpfälzischen Ramstein Air Base eine Flugschau statt, an der auch die italienische Kunstflugstaffel Frecce Tricolori teilnahm. Dabei kam es zu einem Flugzeugzusammenstoß, der 70 Menschen das Leben kostete. Rammstein selbst haben sich lange von einem direkten Bezug zwischen ihrem Bandnamen und dem Unglück distanziert. Die damit verbundene Kontroverse ist für den hohen Bekanntheitsgrad der Band teilweise verantwortlich. Tatsächlich entstanden die genannten Erklärungsversuche erst nachträglich. Kurz nach der Gründung trat die zu dieser Zeit unbekannte Band unter dem eindeutigen Namen „Rammstein Flugschau“ auf.

„Bei einer unserer Fahrten mit Feeling B hatten Schneider, Flake und ich schon den neuen Bandnamen. Wir hatten den an die Wand von unserem LO geschrieben: Rammstein Flugschau. Doof, wie wir waren, schrieben wir Rammstein gleich mit zwei M, weil wir nicht wussten, dass der Ort Ramstein nur ein M hat. Wir haben uns erstmal aus Quatsch so genannt, aber der Name blieb kleben wie ein Spitzname, den man nicht gut findet. Wir schafften es nicht mehr, den loszuwerden. Rammstein wollten wir eigentlich nicht heißen, das war uns zu festgelegt. Wir haben noch gesucht: Milch oder Erde oder Mutter, aber der Name war schon durch.“

#### Extremismusdebatte
Aufgrund der mehrdeutigen Texte und des harten Stils wurde der Band häufig vorgeworfen, rechtsextremen Tendenzen zu folgen. Die Kritik verstärkte sich, nachdem 1998 das Video zum Coversong Stripped – das Original ist von Depeche Mode – erschien, das Filmmaterial der Olympischen Sommerspiele 1936 von Leni Riefenstahl enthielt. Regisseur des Videos war Philipp Stölzl. So kritisierte der damalige Chefredakteur des Magazins der Süddeutschen Zeitung, Ulf Poschardt, auf einem Vortrag im Rahmen der Leni-Riefenstahl-Ausstellung in Potsdam 1999:

„Solche Plattheiten müssen jedoch angesichts der Identitäts- und Nationalitätsdebatten in Deutschland, nach dem rechtsradikalen Terrorismus der letzten Jahre, ziemlich fragwürdig erscheinen. Der politische Kontext, in dem sich Rammstein auf Deutschland bezieht, ist nicht mehr der des Kniefalls Brandts in Warschau, sondern der von brennenden Häusern von Flüchtlingen und Migranten. […] Rammsteins Feedbackschleifen zum völkischen Sumpf der Neuen Rechten berauben ihre Musik jeglichen ‚hedonistischen Potentials‘.“

Trotz der Entfernung verfassungsfeindlicher Symbole aus dem Videomaterial wurde der Band die Verbreitung faschistoiden Gedankenguts und die gedankenlose Idealisierung nationalsozialistischer Ästhetik vorgeworfen. Ein Verbot der Ausstrahlung des Musikvideos für Sendezeiten vor 22 Uhr war die Folge. Till Lindemann erklärte später, man habe mit dieser Provokation eine Grenze überschritten, was er nicht noch einmal tun würde.
Im ZDF/Arte Dokumentarfilm Flake – Mein Leben distanziert sich Keyboarder Christian „Flake“ Lorenz klar von jeglichem rechten Gedankengut und ärgert sich über die Vorwürfe. Im Jahr 2001 veröffentlichte die Band das Lied Links 2 3 4 als Ausdruck einer linksgerichteten Einstellung:

„Sie wollen mein Herz am rechten Fleck / Doch sehe ich dann nach unten weg / Da schlägt es links“

Laut Lorenz schrieb Rammstein diesen Titel, um mit einer klaren politischen Aussage die herrschenden Vorurteile zu entkräften, der Stil der musikalischen Auftritte ließe auf rechtes Gedankengut der Musiker schließen. Wörtlich sagte Lorenz: „Wir marschieren, aber wir sind links, absolut klar bekennend links.“
Auch der Gitarrist Paul Landers äußerte sich dazu:

„Wir sehen die Welt anders als in links und rechts aufgeteilt. Aber für diesen Song bedienen wir uns der schlichten Schwarzweißmetaphern, die Journalisten scheinbar wichtig finden, um uns zu erklären.“

In anderen Interviews verurteilten sie rassistisch motivierte Gewalt. Till Lindemann beklagte im Stern, man ignoriere das Problem und würde nicht genug tun:

„Warum greift man heute nicht härter durch?“

Schlagzeuger Christoph Schneider legte dar, warum sie dennoch nicht an Aktionen wie „Rock gegen Rechts“ teilnehmen:

„Was bringt das? Die Rechten sind da. […] Wir müssen dieses Problem annehmen und endlich akzeptieren, dass es diese Tendenzen in Deutschland gibt. […] Wir müssen mit denen reden, deren Probleme lösen.“

Paul Landers beschrieb Rammstein in einem weiteren Interview als „Kämpfer für linken Patriotismus“. Bezüglich dieser Diskussion um eine politische Ausrichtung wurde die Band Laibach, die Rammstein in einigen Aspekten Pate stand, ähnlich diskutiert.
Martin Büsser warf in der Ausgabe des Magazins Der Rechte Rand vom Januar/Februar 2002 Rammstein und anderen Bands vor, nationalistische Ästhetik zu verwenden, ohne sie in den entsprechenden historischen Zusammenhang zu stellen. Dadurch würde diese Ästhetik als unpolitisch dargestellt und „wieder hoffähig“ gemacht.
Das ebenfalls bisweilen kritisierte, expressiv gerollte „R“ im Gesang Lindemanns beabsichtigte die Band nach eigener Angabe nicht. So sagte Till Lindemann diesbezüglich:

„Dabei ist das rollende ‚R‘ noch nicht einmal aus Absicht entstanden. Es kam von selbst, weil du in dieser tiefen Tonlage automatisch so singst. Wir wollten damit um Gottes Willen keine faschistische Attitüde erschaffen. […] Erst später, als wir in Interviews dazu befragt wurden, haben wir uns damit auseinandersetzen müssen.“

Aufgrund des gerollten „R“ werde Rammsteins Musik nur eingeschränkt gespielt, erklärte ein Mitarbeiter des Soldatensenders der Bundeswehr, Radio Andernach, gegenüber dem Magazin Rolling Stone, da „es zu einer verzerrten Darstellung und Wahrnehmung Deutschlands im Ausland“ kommen könne.
Es kam zu Vereinnahmungen der Band von rechtsextremistischer Seite. So meinte das NPD-Parteiorgan Deutsche Stimme im Jahr 2004 in einem Artikel über Reaktionen auf das Lied Was es ist der Berliner Elektro-Pop-Band Mia:

„Nach den Erfolgen von Rammstein und den Aussagen des Liedermachers Heinz Rudolf Kunze scheint sich hier also eine weitere prominente Stimme der deutschen Popkultur für ein entspannteres Verhältnis zur eigenen Nation starkzumachen.“

Die FAZ konstatierte im gleichen Jahr nur eine eher provokative Verwendung nationalsozialistischer Ästhetik:

„Ihre Posen waren immer martialisch, für manche proto-faschistisch, auf jeden Fall provokant. Mittlerweile ist klar, daß Sänger Lindemann und die anderen zwar mit dieser Ästhetik hantieren, die als rechts kodiert ist, daß sie aber eher ein Provokationsmagnet sind und ein Lifestylephänomen.“

Der Verfassungsschutz des Landes Nordrhein-Westfalen stufte die Band in einer 2005 erschienenen Publikation als nicht rechtsextremistisch ein:

„Kritiker werfen der Band vor, auf diese Weise NS-Anleihen gesellschaftsfähig zu machen; als rechtsextremistisch ist die Band allerdings nicht einzustufen.“

Als die Band im März 2019 nach über sieben Jahren neues Material auf der Single Deutschland veröffentlichte, rückte mit dem Teaser für das dazugehörige Video auch die Extremismusdebatte teilweise wieder in die Öffentlichkeit. Viele Politiker und Mitglieder jüdischer Verbände sahen den Teaser, in dem die Rammstein-Mitglieder in der Kleidung von KZ-Insassen an einem Galgen stehen, als zumindest eine geschmacklose Form von Werbung auf Kosten des Andenkens der Holocaust-Opfer an.
Nachdem einige Tage später das komplette Video online gestellt worden war, in dem die Szene des Teasers aus dem KZ Mittelbau-Dora lediglich einen Teil des Gesamtwerks ausmacht, wurde es allerdings von zahlreichen Medien positiv und als eine kritische Auseinandersetzung mit der „Gespaltenheit“ (Focus Online) der Deutschen im Verhältnis zur eigenen Geschichte beurteilt; der Teaser wurde von Spiegel Online rückblickend als „Falle“ bezeichnet. Entsprechend fiel auch die Wertung der KZ-Szene aus:

„Bei genauer Beobachtung fällt etwa auf, dass die Band die KZ-Referenz keineswegs zum Zwecke eines bequem integrierbaren Aufregers benutzt. Entscheidend ist, was der Sänger Till Lindemann in diesem Zusammenhang textlich vorträgt: ‚Deutschland, meine Liebe kann ich Dir nicht geben‘ – und die Gründe dafür liegen eben unter anderem in der Existenz der Konzentrationslager selbst.“

„Dora-Mittelbau steht sinnbildlich dafür, dass es den Deutschen unmöglich ist, sich selbst bedingungslos zu lieben. Der Holocaust, die Vernichtung von menschlichem Leben durch Arbeit, hat hier auch geografisch mitten unter ihnen stattgefunden. Hier starben zehntausende Häftlinge, während Millionen Deutsche weggesehen haben. Ein solches Deutschland lässt sich unmöglich lieben, selbst wenn man es wollte – und das wird auch im Liedtext deutlich: ‚Deutschland – meine Liebe/ Kann ich dir nicht geben‘, singt Lindemann kurz nach den Szenen in Dora-Mittelbau.“

„So eindeutig wie hier haben sich Rammstein bisher noch nie vom Nationalismus distanziert.“

Die Süddeutsche Zeitung urteilte ähnlich, kritisierte aber dennoch die Auswahl des Ausschnitts für den Teaser:

„Ohne jede Schwierigkeit lässt sich das Video als Rundgang durch die deutsche Verdrängungsgeschichte lesen. Die Tatsache aber, dass sich die Band entschieden hat, für dieses Video mit dem Zentralmotiv deutscher Täter-Opfer-Umkehrung zu werben und sich als deutsche Band die Uniform jüdischer KZ-Insassen überzustreifen, diese Tatsache bleibt. Dafür, dass die Band genau wusste, was sie da tat, spricht, dass sie auch jedes andere Bild für den Teaser hätte verwenden können, sich aber für dieses entschieden hat.“

Anfang 2023 warf der Historiker Ilko-Sascha Kowalczuk Rammstein – insbesondere Till Lindemann und Christian Lorenz – eine Verklärung der DDR-Vergangenheit und letztlich ihrer eigenen früheren Ideale als Teil der DDR-Gegenkultur vor.

#### Beziehung zur Gewalt
In die Schlagzeilen geriet Rammstein nach dem Amoklauf an der Columbine High School im Jahr 1999. Die Täter Eric Harris und Dylan Klebold waren erklärte Fans der Band gewesen, was insbesondere in den USA zu einem „Kreuzfeuer der Kritik“ und dem Vorwurf führte, dass die beiden Amokläufer von Rammsteins Gewalt thematisierenden Liedtexten beeinflusst worden seien. Doch auch deutsche Schul- und Jugendbehörden erwogen, einige der Songs auf den Prüfungsindex zu setzen. Daraufhin brachten die Bandmitglieder ihr Mitgefühl mit den Angehörigen der tragischen Ereignisse zum Ausdruck und bekräftigten ihre Abneigung gegen jegliche Form von Gewalt, wiesen aber jegliche Verbindung der schrecklichen Tat mit ihrer Musik scharf zurück.
Weiteres Aufsehen erregte Rammstein mit der Verarbeitung tabuisierter Themen. Die intensive Auseinandersetzung mit Gewalt – sowohl aus der Sicht des Täters als auch des Opfers – führt oft zu heftiger Kritik in den Medien. Mit der Veröffentlichung der Single Mein Teil, die den Fall des als „Kannibale von Rotenburg“ bekannt gewordenen Armin Meiwes aufgriff, erregte die Band im Oktober 2004 großes Aufsehen. Das zugehörige Musikvideo wurde von der Bundesprüfstelle für jugendgefährdende Medien für Zeiten vor 22 Uhr gesperrt. Die Kommission für Jugendmedienschutz (KJM) schrieb dazu im Jugendschutzbericht 2/2004, dass das Musikvideo zu Mein Teil geeignet sei, „die Entwicklung von Kindern oder Jugendlichen unter 16 Jahren zu einer eigenverantwortlichen und gemeinschaftsfähigen Persönlichkeit zu beeinträchtigen.“ Der Auftritt zu „Mein Teil“ in Nîmes hingegen wurde von MTV auch schon vor 22 Uhr gespielt.
Auch das Lied Wiener Blut sorgte für Aufregung, der Text des Liedes handelt von Josef Fritzl, der seine Tochter über 24 Jahre in seinem Keller gefangen hielt und mit ihr insgesamt sieben Kinder zeugte.

#### Indizierung und Prüfung von Musiktiteln
Im Spätsommer 2009 veröffentlichte die Band das Musikvideo zu Pussy. Das Video wird jedoch nur in einer stark zensierten Version auf Musiksendern ausgestrahlt, unzensiert gibt es das Video nur auf einer Erotikseite und diversen Videoportalen im Internet zu sehen. Grund dafür waren die pornografischen Inhalte des Videos, die die Bandmitglieder beim Geschlechtsverkehr zeigen – allerdings wurden die Bandmitglieder von Schauspielern körpergedoubelt. Die Single stieg als erste Rammstein-Single überhaupt auf Platz 1 der deutschen Charts ein.
Das dazugehörige Album Liebe ist für alle da wurde am 11. November 2009 auf Antrag des Familienministeriums wegen des Liedes Ich tu dir weh und eines Fotos auf dem CD-Booklet indiziert. Letzteres zeigte den Gitarristen Richard Kruspe mit einer Frau auf den Knien, während er mit seiner rechten Hand dazu ausholt, um sie – unter Umständen – auf den Po zu schlagen. Der Band wurde vorgeworfen, in diesem Lied und auf dem dazugehörigen Abbild Gewalt, Sadomasochismus und Unsittlichkeit darzustellen. Das Foto entstand gemeinsam mit etlichen anderen in einem Shooting mit dem spanischen Fotografen Eugenio Recuenco, der später Teile des Rammstein-Videos Mein Herz brennt drehte.
Das Album wurde vom Verwaltungsgericht Köln mit Beschluss vom 31. Mai 2010 und mit Wirkung zum 1. Juni 2010 wieder von der Indizierungsliste gestrichen. Als Begründung wird die aufschiebende Wirkung der Klage gegen die Indizierung genannt. Die Klage selbst wurde im Oktober 2011 bestätigt, wodurch die Listenstreichung beibehalten wurde. Laut Petra Meier, zu diesem Zeitpunkt Vize-Vorsitzende der Bundesprüfstelle für jugendgefährdende Medien (BPjM), die sich in der ARD-Produktion Ab 18 – Musik auf dem Index auch dazu äußerte, wurde laut Gericht die Kunstfreiheit der Band „nicht ausreichend gewürdigt“.
Im April 2016 reichte die Band Klage gegen die Bundesrepublik Deutschland ein, da aufgrund der Indizierung 85.000 Exemplare des Albums vernichtet bzw. eingelagert werden mussten. Der Schaden wird auf 66.000 Euro beziffert. Im Oktober 2016 teilten die Anwälte der Band mit, dass man sich mit der BPjM außergerichtlich geeinigt und den Rechtsstreit beigelegt habe.
Schon vor dem Erscheinen von Liebe ist für alle da wurde Rammstein laut der vorgenannten ARD-Produktion des Öfteren der Bundesprüfstelle für jugendgefährdende Medien gemeldet – aber bis zu diesem Album ohne Erfolg. Ein Beispiel für ein umstrittenes, aber am Ende akzeptiertes Werk ist laut diesem Film das Video zum Lied Stripped aus dem Jahr 1998.
Bis heute gilt laut dieser ARD-Produktion nur das Video zu Pussy als jugendgefährdend und ist somit indiziert.

#### Vorwürfe von Frauen gegen Till Lindemann und andere Bandmitglieder
Anfang Juni 2023 warfen nach Recherchen von NDR, Süddeutsche Zeitung, Welt am Sonntag und Zeit Online mehrere Frauen dem Sänger Till Lindemann sexuelle Übergriffe, Machtmissbrauch und teilweise die Abgabe von Alkohol und illegalen Drogen im Rahmen von Aftershowpartys bei Rammstein-Konzerten vor. Im Nachgang der Verdachtsberichterstattung wurde den berichtenden Medienhäusern gerichtlich untersagt, weiterhin den Verdacht zu verbreiten, Lindemann habe mit einer der Frauen gegen deren Willen Sex gehabt oder sie heimlich oder gegen deren Willen mit Alkohol oder Drogen gefügig machen wollen. Die betreffenden Medienberichte mussten um die entsprechenden Aussagen gekürzt, angepasst oder komplett zurückgezogen werden.
Aufgrund der Vorwürfe beendete der Bühnentechnik-Ausstatter Riggingwerk seine Zusammenarbeit mit Rammstein. Auch das Theater Regensburg setzte die Produktion des auf Rammstein-Liedtexten beruhenden Musiktheaterstücks Mein Herz brennt ab. Ebenso beschränkte das Plattenlabel Universal die Zusammenarbeit mit der Band und setzte Marketing- und Promotion-Aktivitäten „bis auf Weiteres“ aus. Der RBB setzte den regelmäßig laufenden Podcast mit Christian „Flake“ Lorenz aus, da dem Sender eine Ausstrahlung zu diesem Zeitpunkt unangebracht erschien und es Lorenz nicht möglich war, eine neue Sendung zu produzieren, in der er auf die Vorwürfe eingehen konnte. Auch eine fertig aufgenommene Episode der Late-Night-Show Inas Nacht wurde ohne Keyboarder Christian „Flake“ Lorenz ausgestrahlt, da zum Zeitpunkt der Aufnahme die Vorwürfe nicht öffentlich bekannt waren und es daher nicht thematisiert werden konnte.
Die Band reagierte, indem sie darum bat, nicht vorverurteilt zu werden. Später äußerte sich der Schlagzeuger der Band Christoph Schneider schriftlich auf Instagram zu den Vorwürfen. Aus seiner Sicht habe sich Lindemann in den letzten Jahren von der restlichen Band entfernt. Es seien Strukturen gewachsen, die über „Grenzen und Wertvorstellungen“ der anderen Bandmitglieder hinausgingen; er glaube allerdings nicht, dass auf „Tills Partys“, die nicht mit den offiziellen Aftershowpartys verwechselt werden dürften, „etwas strafrechtliches Relevantes“ passiert sei. Schneider bedauere, dass sich Frauen am Rande einer für sie nicht mehr kontrollierbaren Situation unwohl gefühlt hätten und äußerte den Wunsch nach einer besonnenen Aufarbeitung innerhalb der Band und schloss mit der Aussage „Wir stehen zusammen“.
Im Juli 2023 wurden neue Vorwürfe über Vorfälle aus den Jahren 1996 und 2002 bekannt, die weitere Mitglieder der Band betrafen. Mit Verfügung vom 29. August 2023 stellte die Staatsanwaltschaft Berlin das Ermittlungsverfahren gegen Lindemann mangels hinreichenden Tatverdachts ein. Das Ermittlungsverfahren war aufgrund von Anzeigen nicht betroffener Dritter eröffnet worden, die von den Vorwürfen lediglich aus der Medienberichterstattung erfahren hatten. Mutmaßliche Geschädigte hatten sich an Journalisten gewandt, wollten jedoch keine Aussagen gegenüber den Ermittlungsbehörden machen. Die Journalisten machten durchweg vom Zeugnisverweigerungsrecht Gebrauch. Daher war es den Ermittlungsbehörden nicht möglich, Tatvorwürfe im Detail zu prüfen und einen Eindruck von der Glaubwürdigkeit der mutmaßlichen Geschädigten und ihren Angaben bei Vernehmungen zu gewinnen.
Im August 2024 nahm Rammstein erstmals zu den Vorwürfen Stellung. Die Band setze sich seit Sommer 2023 damit auseinander, auch wenn vieles an den Vorwürfen „haltlos und maßlos überzogen“ sei. Es sei ein „innerer Prozess“, der sie noch lange begleiten werde und mit dem jedes Bandmitglied auf seine eigene Weise umgehe. Zugleich wies Rammstein darauf hin, dass die Vorwürfe sowie der Umgang der Medien damit auch die Familien der Bandmitglieder „hart getroffen“ hätten.

## Auszeichnungen (Auswahl)
- 1 Live Krone
  - 2005: Bester Liveact
- Bravo Otto
  - 1997: Silber für Band Rock
  - 2005: Bronze für Band Rock
- Berliner Denkmalpreis/Ferdinand-von-Quast-Medaille
  - 2017: Sanierung und Umnutzung einer Industriehalle auf dem ehem. Bergmann-Borsig-Gelände in Pankow
- Comet
  - 1998: Beste Live Band
  - 2005: Bestes Video für Keine Lust
- Deutscher Musikautorenpreis der GEMA
  - 2018: Kategorie Komposition Rock/Metal[269]
- Echo
  - 1998: Bestes Video für Engel
  - 1999: Erfolgreichste nationale Künstler im Ausland
  - 2002: Künstler/Künstlerin/Gruppe des Jahres national
  - 2005: Künstler/Künstlerin/Gruppe des Jahres national/international
  - 2005: Best Live Act national
  - 2006: Künstler/Künstlerin/Gruppe des Jahres national
  - 2010: Bester Rock / Alternative / Heavy Metal National[270]
  - 2011: Bestes Video National für Ich tu dir weh[271]
  - 2012: Beste Gruppe Rock/Alternative national
  - 2012: Erfolgreichster nationaler Act im Ausland
- Edison Award
  - 2006: Best Alternative Album für Rosenrot
- Emma
  - 2005: Bester ausländischer Künstler
- Hard Rock Award
  - 2002: Best Rock Act
  - 2004: Best Album für Reise, Reise
  - 2004: Best Song und Best Video für Mein Teil
- Grammy
  - 1998: Nominierung als Best Metal Performance für Du hast[272]
  - 2006: Nominierung als Best Metal Performance für Mein Teil
- International Music Award[273]
  - 2019: Auszeichnung in der Kategorie Performance
- Kerrang! Awards
  - 2002: Best International Live Act
  - 2010: Kerrang! Inspiration Award
- Loudwire Music Award
  - 2011: Video of the Year für Mein Land
- Metal Hammer Awards
  - 2010: Bestes Album für Liebe ist für alle da
  - 2012: Beste deutsche Band
- MTV Europe Music Awards
  - 2005: Best German Act
- Preis für Popkultur
  - 2017: Beeindruckendste Live-Show
- Revolver Golden Gods Award
  - 2011: Beste Live-Band
- Rock Mag / Le Mouv
  - 2006:
    - Internationaler Künstler oder Gruppe
    - Album international für Rosenrot
    - Titel international für Mann gegen Mann
    - Clip international für Benzin
    - Konzert für Rammstein (Arènes de Nîmes)
    - Sänger international an Till Lindemann
- Rock Pics
  - 2006:
    - International Künstler oder Gruppe
    - Konzert des Jahres für ihr Konzert in Nîmes
    - Internationaler Sänger an Till Lindemann
    - Bassist des Jahres an Oliver Riedel
    - Keyboarder des Jahres an Flake Lorenz
    - Schlagzeuger des Jahres an Christoph Schneider
- World Music Awards
  - 2005: Best Selling Artists Around the World – Germany
  - 2010: Best Selling Artists Around the World – Germany

Auszeichnungen für Musikverkäufe:

## Dokumentationen, Konzertfilme und Livemitschnitte
- Rammstein: Live aus Berlin (1999)
- Rammstein: Lichtspielhaus (2003)
- Rammstein: Völkerball (2006)
- Rammstein: Anakonda im Netz (Doku 2006, Teil der DVD Völkerball)
- Rammstein: In Amerika (Doku 2015)
- Rammstein in Madison Square Garden (2015, Teil der DVD In Amerika)
- Jonas Åkerlund: Rammstein: Paris (2017)

2019 wurden die Konzerte in Wien aufgezeichnet; diese Aufnahmen wurden für die Tourtrailer der nachfolgenden Tour genutzt. Während der 2022er Tour wurden die drei Konzerte im Foro Sol in Mexiko City aufgezeichnet.

## Sonstiges
Am 8. Januar 2018 wurde die Band vom Berliner Senat für Kultur und Europa mit dem Berliner Denkmalpreis 2017 – in Form der Ferdinand-von-Quast-Medaille – für besondere Verdienste im Bereich des Denkmalschutzes ausgezeichnet. Die Musiker hatten eine 1910 errichtete Industriehalle, das ehemalige Metallwalzwerk des früheren VEB Bergmann-Borsig im Pankower Ortsteil Wilhelmsruh, erworben, saniert und als Büro- sowie Lagergebäude für die eigene Bühnentechnik und Merchandisingartikel umbauen lassen.
Nach dem russischen Überfall auf die Ukraine 2022 brachte die Band ihre Unterstützung für das ukrainische Volk mit einer Erklärung auf Deutsch, Ukrainisch und Russisch zum Ausdruck.